# 8月1日
8月1日（はちがつついたち）は、グレゴリオ暦で年始から213日目（閏年では214日目）にあたり、年末まではあと152日ある。

## できごと

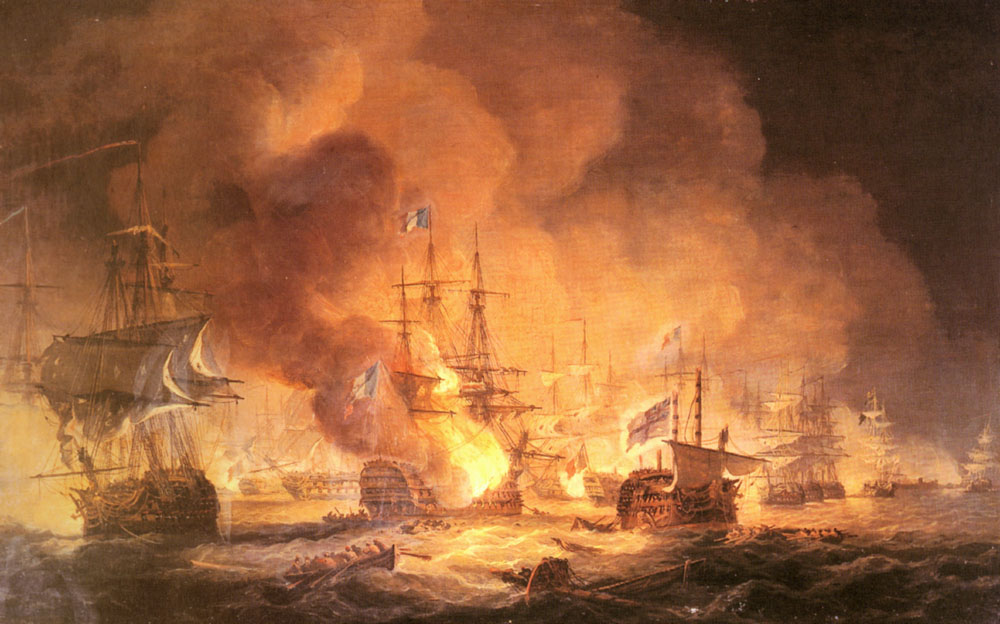
エジプト・シリア戦役、ナイルの海戦(1798)。フランス艦隊は壊滅しナポレオンの中東征服は頓挫。

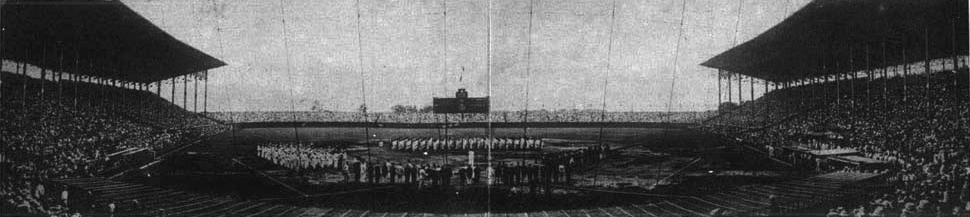
阪神甲子園球場竣工(1924)。画像は1935年の高校野球。

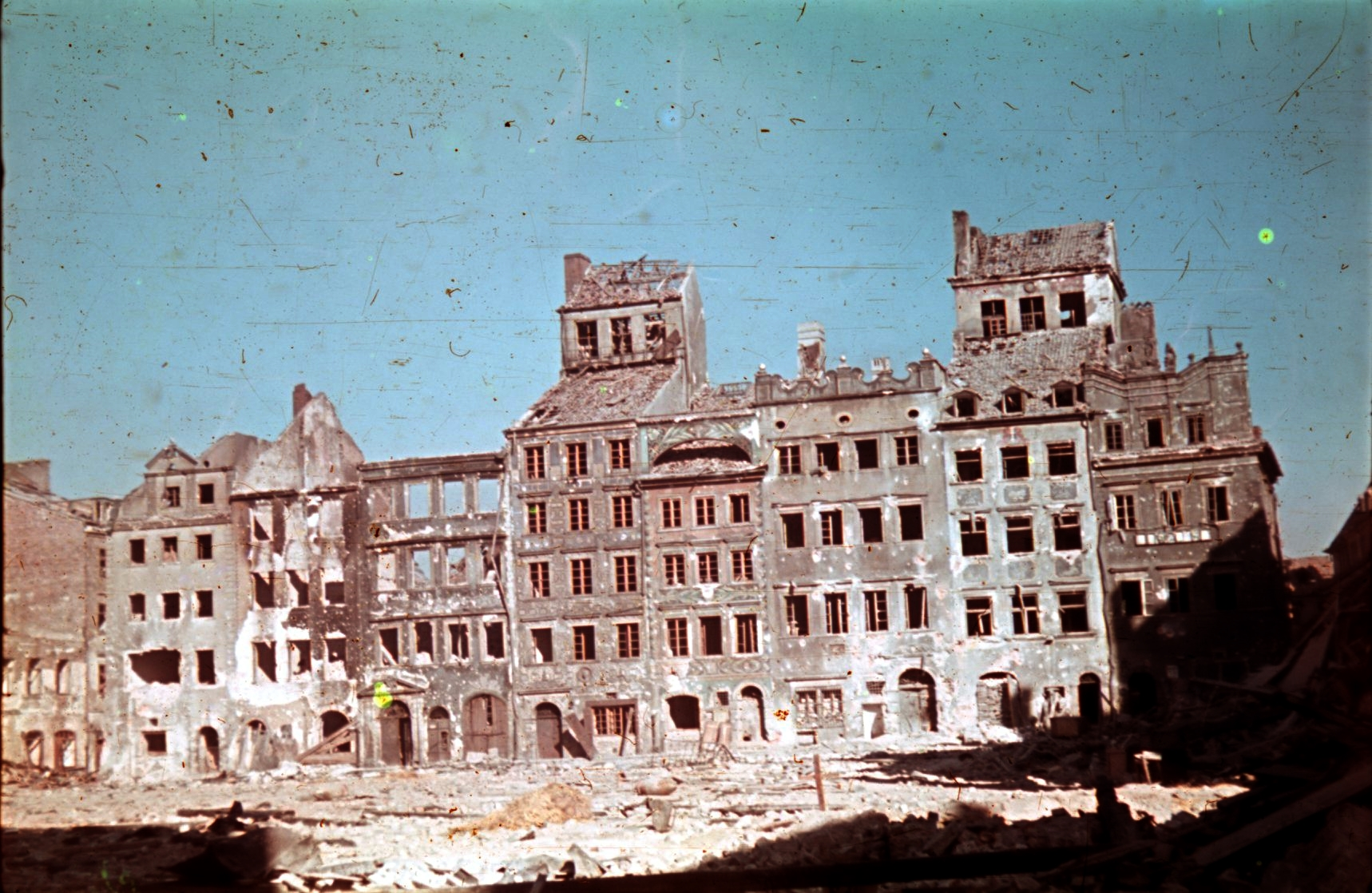
ワルシャワ蜂起はじまる(1944)。画像は破壊されたワルシャワ市街。。

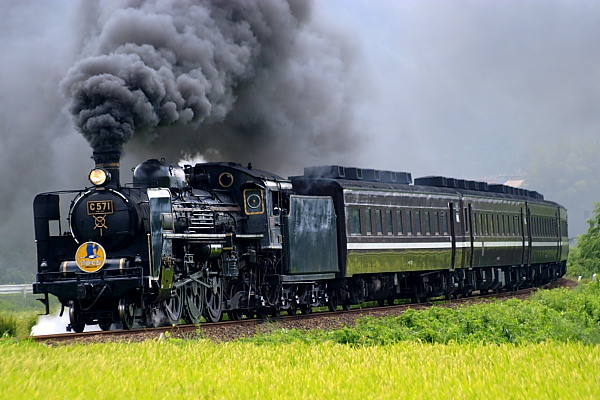
国鉄初のSL動態保存、やまぐち号運転開始(1979)。

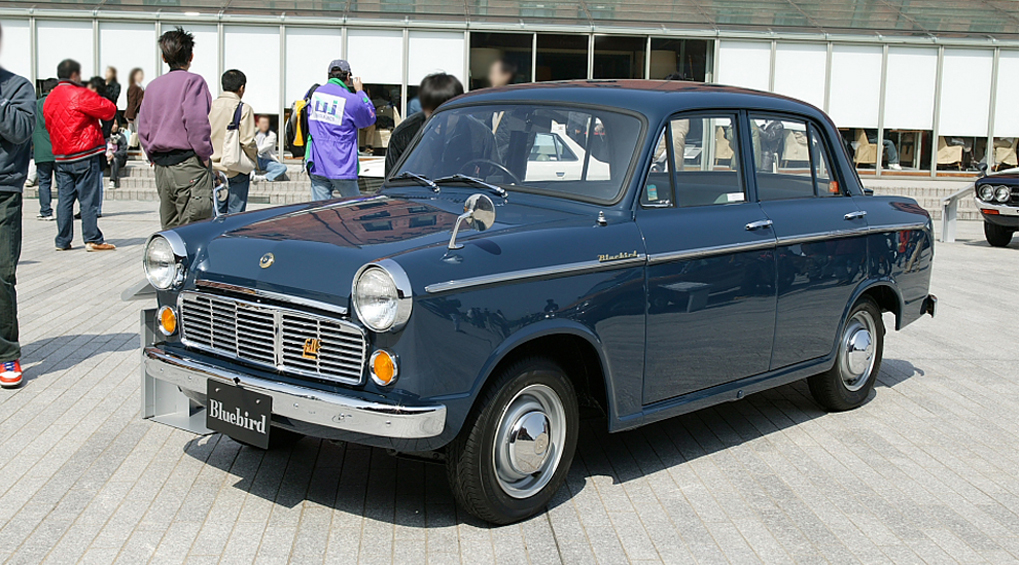
日産自動車が「幸せを運ぶ青い鳥」ダットサン・ブルーバードを発売(1959)。

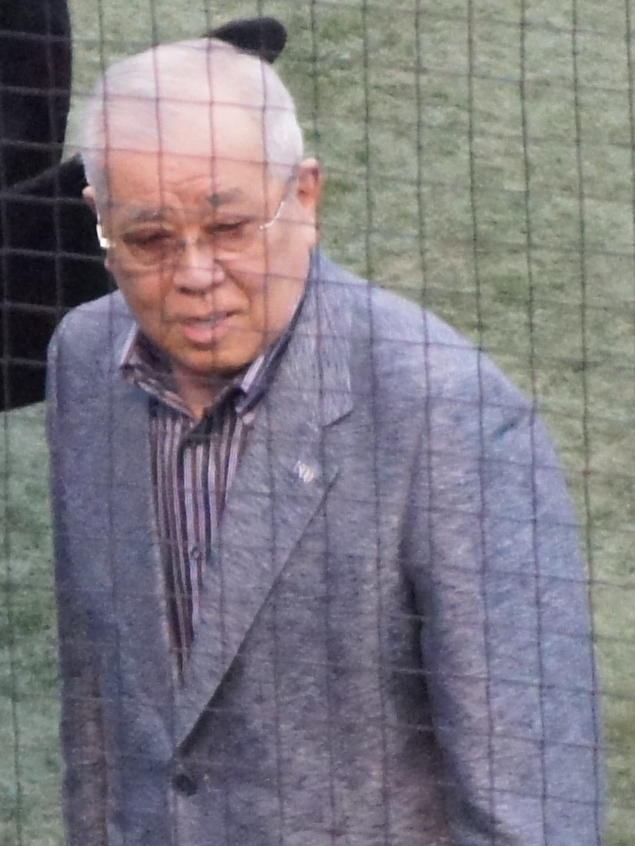
野村克也、前人未到の3,000試合出場達成(1980)。

- 607年（推古天皇15年7月3日）- 小野妹子を使者として第2回遣隋使が派遣される[1]。
- 1291年 - ウーリ・シュヴィーツ・ウンターヴァルデンの3州が盟約者同盟結成を宣言 。スイス建国の日とされる。
- 1610年（慶長15年6月13日） - 徳川家康の命で京都の商人・田中勝介らが鉱山技師を招くためにメキシコへ向けて出航。翌年帰国。
- 1774年 - イギリスの化学者ジョゼフ・プリーストリーが酸素の単離に成功[2]。翌1775年3月15日、酸素発見に関する論文をロンドン王立協会に提出した。
- 1798年 - エジプト・シリア戦役: ナイルの海戦が行われイギリスが勝利、地中海の制海権を掌握。
- 1828年 - マダガスカル島のメリナ王国で、前王ラダマ1世の第一夫人ラナヴァルナ（英語版）が、自分より王位継承順位が上の夫の親族を皆殺しにした上で国王に即位。
- 1834年 - 植民地を含むイギリスの全領土において奴隷制を廃止する奴隷廃止法が発効。1840年の同日に奴隷が解放される。
- 1855年 - アルプス山脈2番目の高峰モンテ・ローザ・デュフール峰が初登頂[3]。
- 1876年 - コロラド準州が州に昇格し、アメリカ合衆国38番目の州・コロラド州となる。
- 1879年 - 日本初の海上保険会社・東京海上保険会社（現在の東京海上日動火災保険）が営業開始[4]。
- 1881年 - 華族などが参加して日本初の私立鉄道会社日本鉄道の創立が決定。
- 1894年 - 日清戦争: 日本と清が相互に宣戦布告。
- 1898年 - 豊田佐吉が動力織機の特許を取得[5]。
- 1907年 - 第三次日韓協約により大韓帝国軍が解体。
- 1911年 - 東京市が東京鉄道会社を買収して電気局を設置。東京市電（現在の都電）となる。
- 1912年 - 鈴木文治らが労働者の相互扶助を目的として友愛会を結成。
- 1913年 - 東海道本線の全線複線化が完成。
- 1914年 - 第一次世界大戦: ドイツ帝国がロシア帝国に宣戦布告。
- 1921年 - 東海道本線の大津 - 京都間が現在の新逢坂山トンネル経由のルートに変更。
- 1924年 - 全国中等学校優勝野球大会の開催を主目的として建設された、日本初の大規模多目的野球場・阪神甲子園球場（当時の球場名は阪神電車甲子園大運動場）が竣工[6][7]。
- 1927年 - 南昌蜂起: 中国共産党が江西省南昌で武装蜂起、3日まで占拠し続ける。
- 1930年 - 前日に東海地方、近畿地方に豪雨をもたらした台風の影響が関東地方に及ぶ。栃木県那須町、群馬県坂上村で土砂災害が発生して、それぞれ3人ずつ死亡する被害[8]。
- 1935年 - 中国共産党が、内戦を停止し中華ソビエト共和国と共同で抗日民族統一戦線を結成するという内容の「八・一宣言（抗日救国のために全国同胞に告ぐる書）」を発表。
- 1936年 - 第11回夏季オリンピック・ベルリンオリンピック大会が開幕。8月16日まで。聖火リレーはこの大会で初めて行われた。
- 1941年 - 第二次世界大戦: フランクリン・ルーズベルト米大統領が、日本の仏印進駐への制裁として対日石油輸出を全面禁止。
- 1943年 - 日本統治下にあった朝鮮に徴兵制がしかれる[9]。
- 1943年 - 第二次世界大戦: 日本占領下のビルマでバー・モウがビルマ国の独立を宣言。「日本ビルマ同盟条約」に調印し、連合国に宣戦布告[10]。
- 1944年 - 第二次世界大戦 ワルシャワ蜂起: ポーランド地下軍とワルシャワ市民がドイツ占領軍に対して蜂起。ソ連及び西側の援助が乏しく、20万人が死亡し全市が破壊された。同年10月2日降伏。
- 1944年 - アンネ・フランクが最後の日記を書く。
- 1945年 - 第二次世界大戦・日本本土空襲: 長岡空襲。
- 1946年 - 日本労働組合総同盟結成。
- 1946年 - ハイパーインフレ中のハンガリーで新通貨フォリントを導入。1フォリント＝40穣（4×1029）ペンゲーとする。
- 1947年 - インドネシアでの武力衝突問題に関する国際連合安全保障理事会決議27が採択される。
- 1951年 - 日本で第二次大戦後初の国内民間航空会社（旧）日本航空株式会社設立[11]。
- 1951年 - 日本放送協会（NHK）の支援を受けるようになった日本交響楽団が名称を「財団法人NHK交響楽団」に改称。
- 1952年 - 電気通信省を廃止して日本電信電話公社が発足。
- 1952年 - 保安庁（防衛省の前身）および警備隊（海上自衛隊の前身）が発足。
- 1953年 - 衆議院の予算審議で右派社会党の堤ツルヨ議員が「断末魔の自由党」と野次ったのに対し、自由党の有田二郎議員が「だまれパン助」と応酬。女性蔑視として問題化。
- 1955年 - 墨田区厩橋近辺の花火問屋で爆発事故。住民18人が犠牲となり、80名以上が負傷。
- 1956年 - 道路交通法改正により、第二種運転免許導入。
- 1959年 - 日産自動車より初代ダットサン・ブルーバードが発売[12]。
- 1960年 - ダホメ（後にベナンに改称）がフランスから独立。
- 1961年 - 第1次西成暴動勃発。
- 1962年 - 昭和37年台風第9号が沖縄県に接近。その後、九州西方の海上を北上して宮崎県、鹿児島県に豪雨をもたらし、死者・行方不明37人などの被害[13]。
- 1964年 - 由木村が東京都八王子市に編入される。
- 1966年 - プリンス自動車工業が日産自動車に吸収合併。
- 1966年 - テキサスタワー乱射事件。
- 1967年 - 西穂高岳落雷遭難事故: 西穂高岳から下山中の高校生、教員合わせて46人が落雷に遭い、11人が死亡、13人が負傷した[14]。
- 1968年 - ブルネイ国王ハサナル・ボルキアが戴冠。
- 1972年 - 郷ひろみが「男の子女の子」で歌手デビュー。
- 1976年 - イギリス女王エリザベス2世を国家元首としていたトリニダード・トバゴが共和制に移行、エリス・クラークが初代大統領に就任。
- 1978年 - 営団地下鉄半蔵門線（現 東京メトロ半蔵門線）・渋谷 - 青山一丁目が開業。東急新玉川線・田園都市線と相互直通運転を開始。
- 1979年 - 国鉄山口線で、国鉄初のSLの動態保存運転となるやまぐち号の運行を開始。
- 1980年 - 西武ライオンズの野村克也が前人未到の3,000試合出場達成。
- 1989年 - 神奈川県川崎市高津区の住宅地で、集中豪雨による土砂崩れが発生し、住民3人が生き埋めになる。救助活動中に再度土砂崩れが発生、消防士3人が犠牲となり、被災者は合せて死者6人、負傷者12人となった[15]。
- 1989年 - 戦争を題材にした絵本作品『まっ黒なおべんとう』（児玉辰春作、長澤靖絵）が発表。
- 1993年 - 鹿児島県霧島市、姶良郡で記録的豪雨（8.1豪雨）。死者23人。
- 1993年 - FM NORTH WAVE（NORTH WAVE）開局。
- 2000年 - 日本で、1999年頃から偽造500円硬貨が多数発見されるようになったことから、2代目として銅72%、亜鉛20%、ニッケル8%の五百円ニッケル黄銅貨が発行される。機械での偽造硬貨検出をしやすくした[16]。
- 2003年 - 広島平和記念公園で折り鶴放火事件が起こる。
- 2004年 - 阪神タイガースの金本知憲が701試合連続フルイニング出場の日本新記録を達成。
- 2004年 - パラグアイの大型スーパー「イクア・ボラーニョス」で大火災が発生。400人以上が死亡。
- 2005年 - サウジアラビアでアブドゥッラー国王が即位。
- 2007年 - ミネアポリス高速道路崩落事故: アメリカ・ミネソタ州のミネアポリスでミシシッピ川に架かる高速道路の橋が崩落、多数の死傷者が出る。
- 2009年 - そごうが親会社のミレニアムリテイリング及び同社子会社の西武百貨店を吸収合併、商号をそごう・西武と改める。
- 2010年 - クラスター爆弾禁止条約が発効。
- 2012年 - ロンドンオリンピック体操競技、男子個人総合で内村航平が日本選手として28年振りの金メダルを獲得[17]。
- 2016年 - NHKが超高精細映像4K・8Kの試験放送をBSで開始。
- 2017年 - アメリカから日本へ輸入される冷凍牛肉に対して緊急輸入制限が発動。2018年3月末まで、関税率38.5％から50％へ引き上げ[18]。
- 2017年 - 日本時間21時20分にビットコインのブロックチェーンが分岐し、新たにビットコインキャッシュが誕生[19]。

## 誕生日

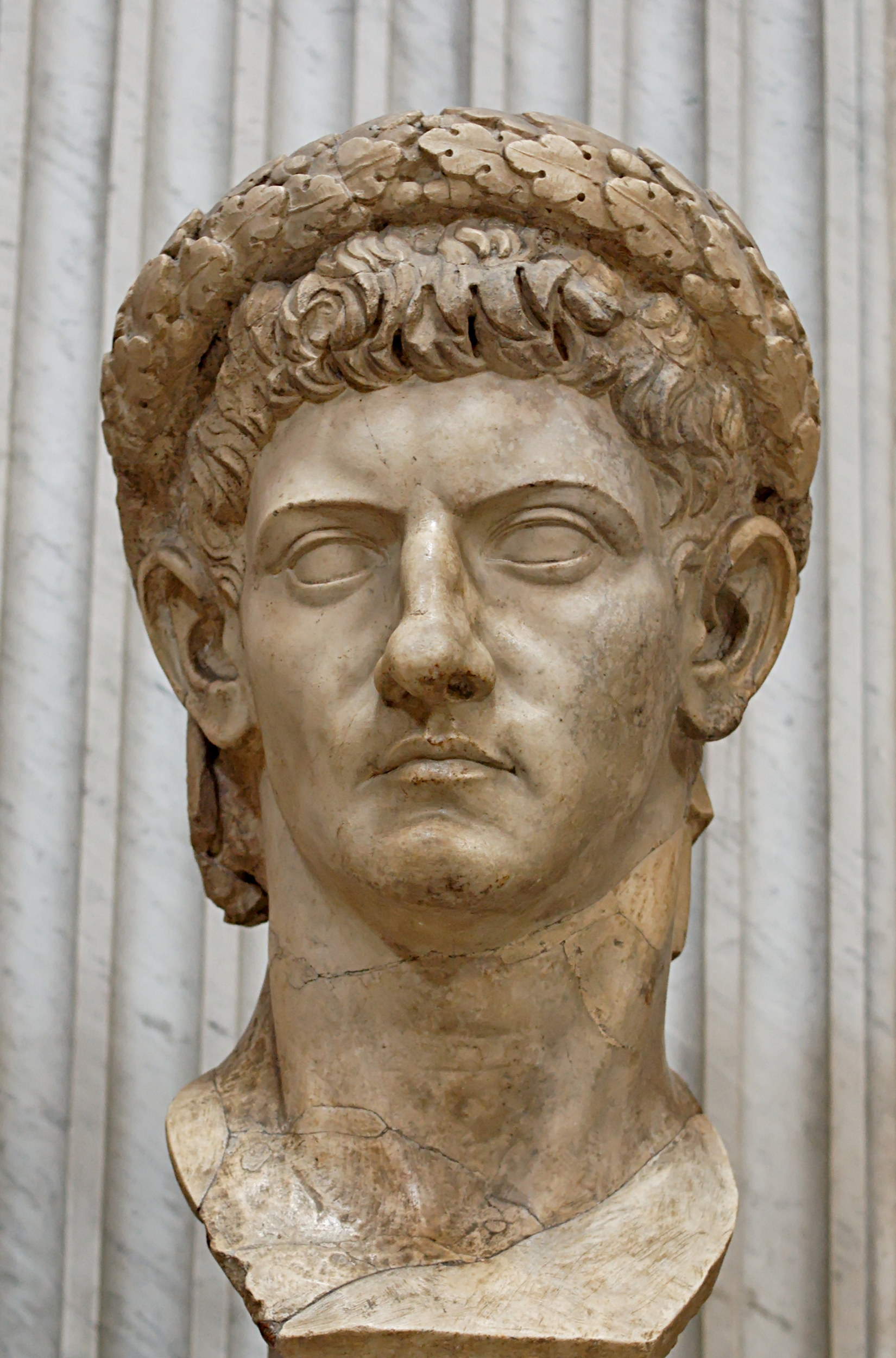
ローマ皇帝クラウディウス(BC10-54)誕生。

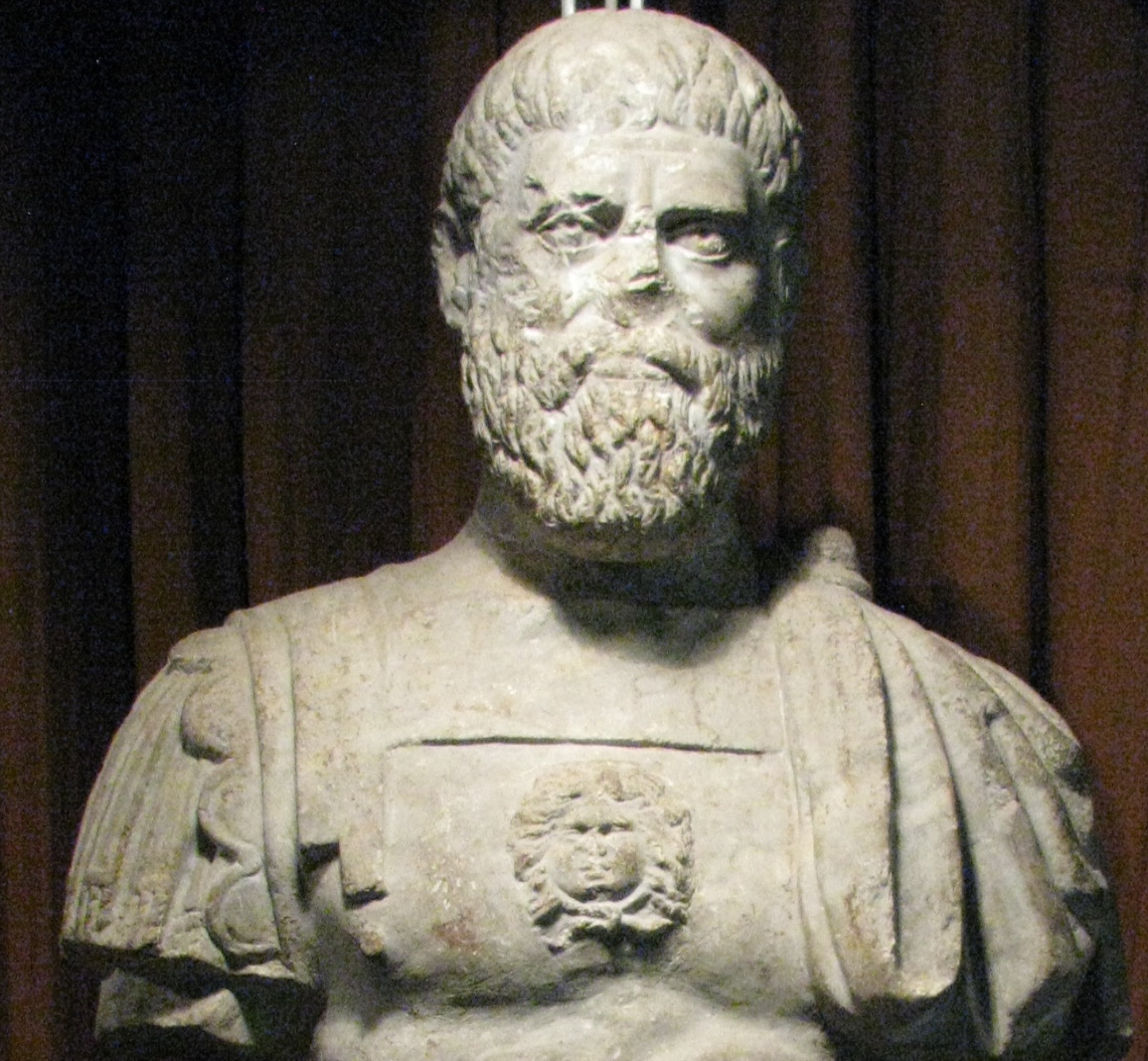
ローマ皇帝ペルティナクス(126-193)誕生。

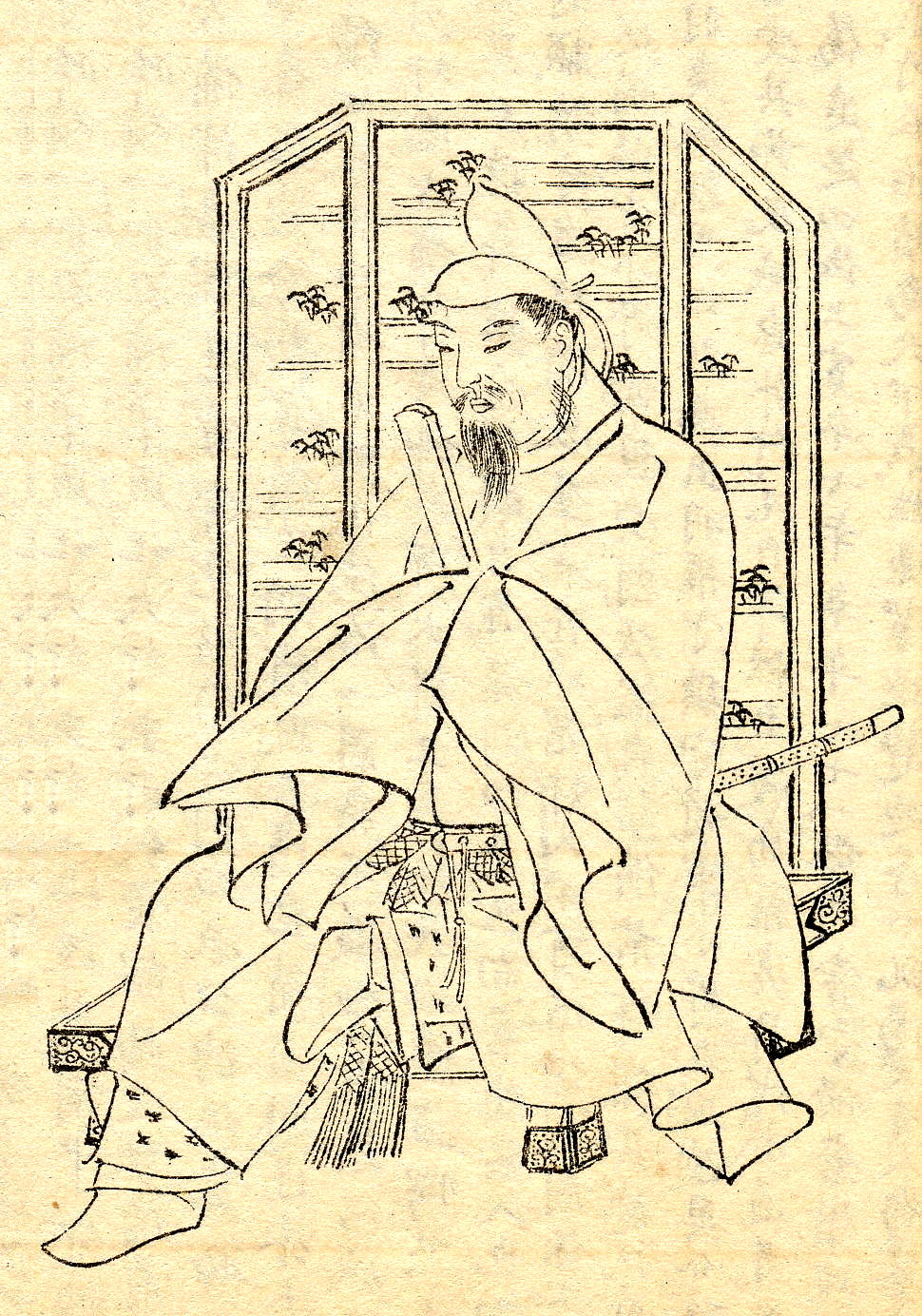
菅原道真(845-903)誕生。

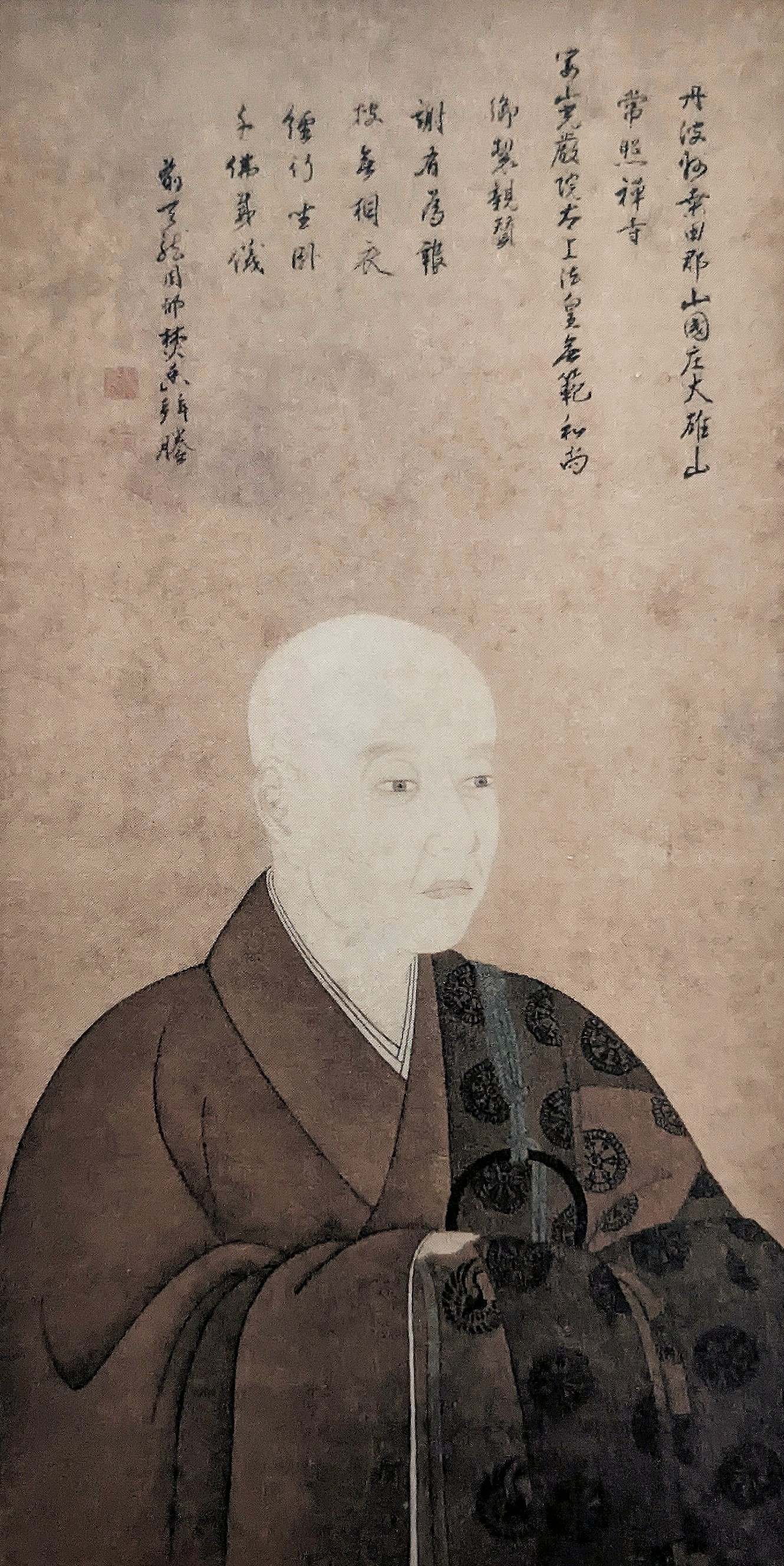
北朝初代天皇光厳天皇(1313-1364)誕生。

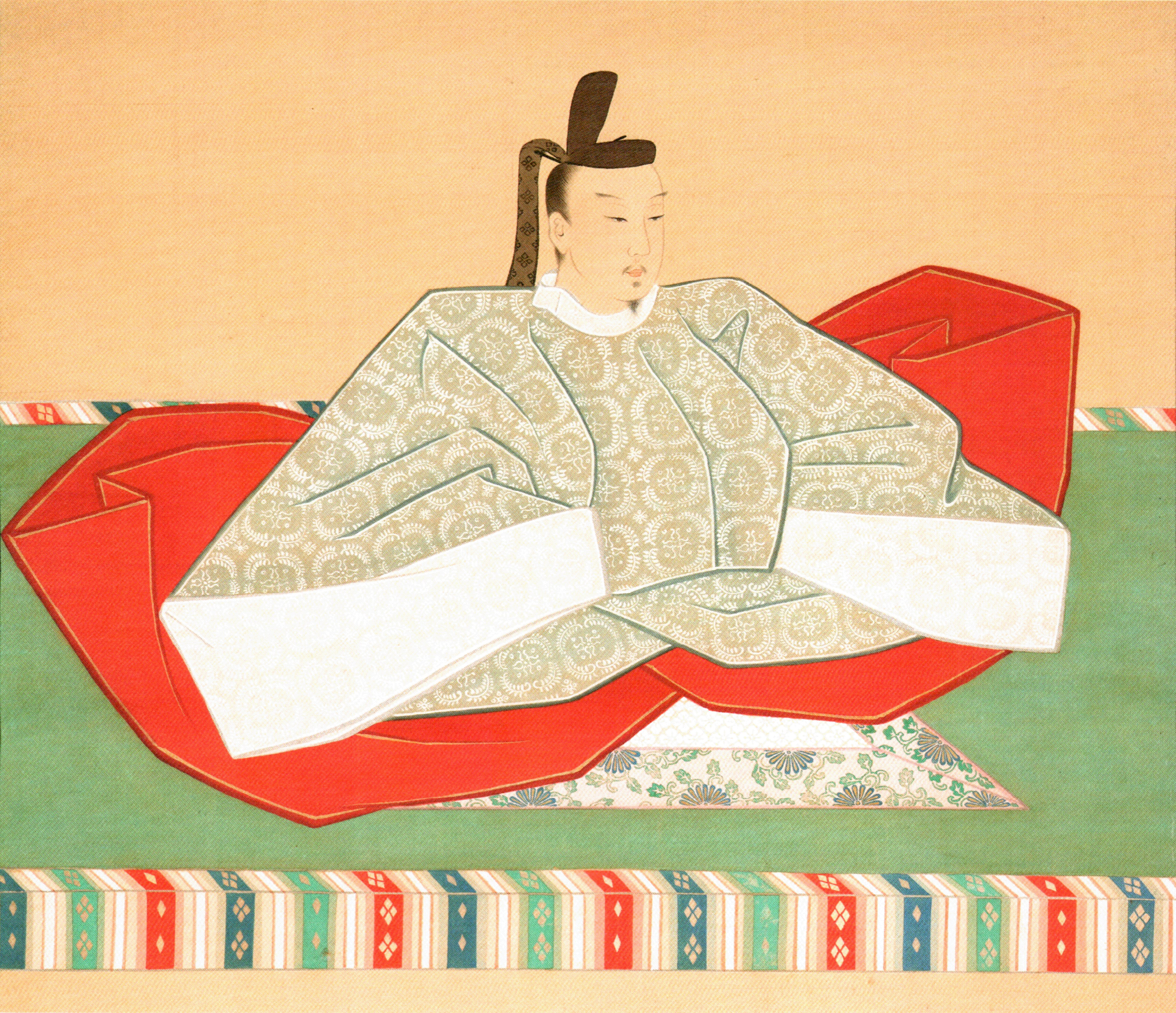
第100代天皇後小松天皇(1377-1433)誕生。

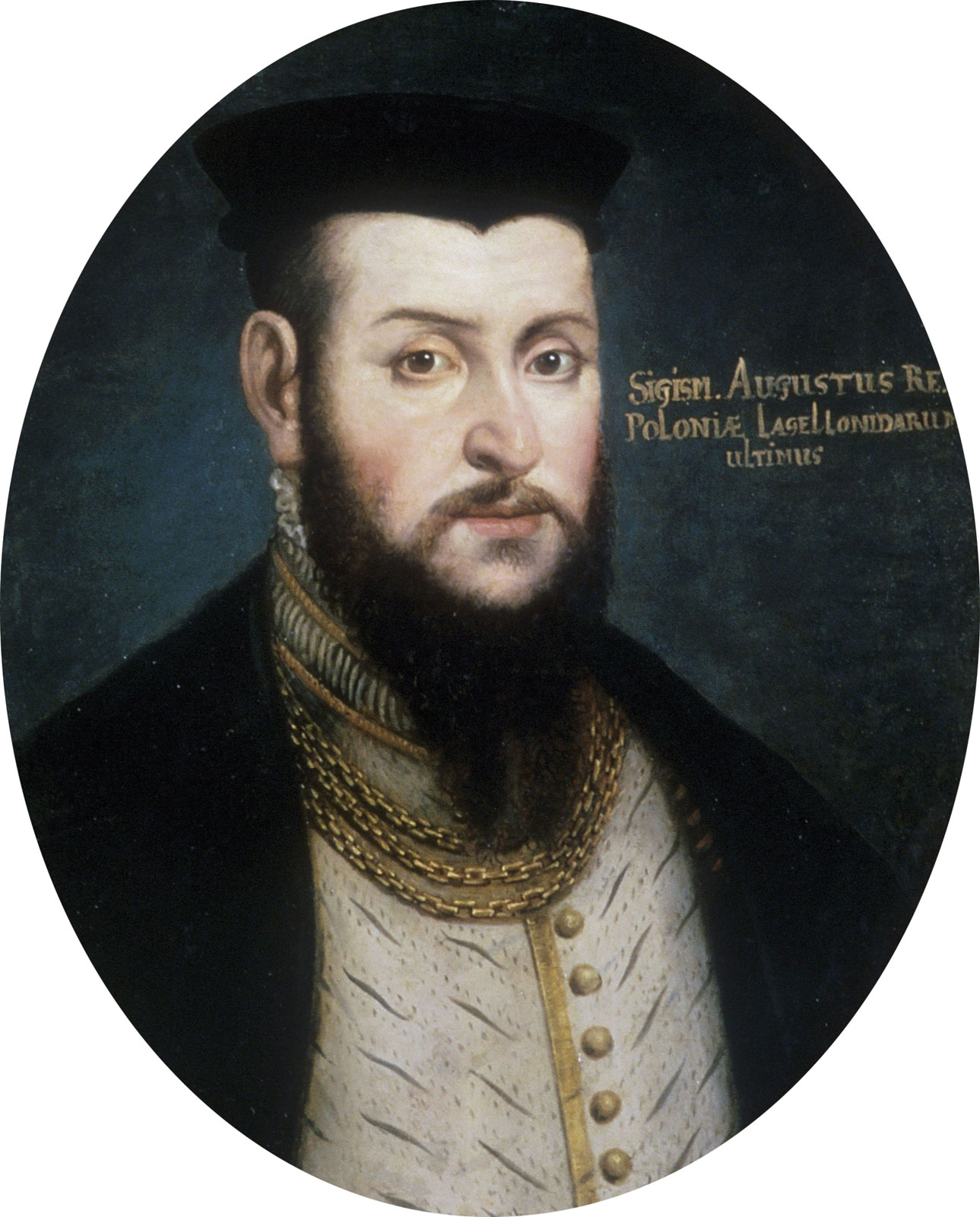
ポーランド王、ジグムント2世(1520-1572)誕生。

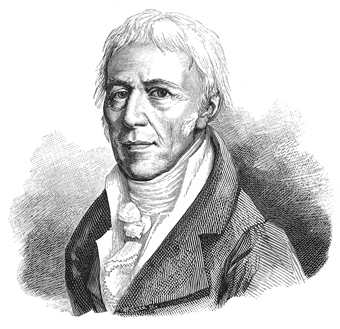
博物学者ジャン＝バティスト・ラマルク(1744-1829)誕生。ダーウィンにさきがけて進化論を発表した。

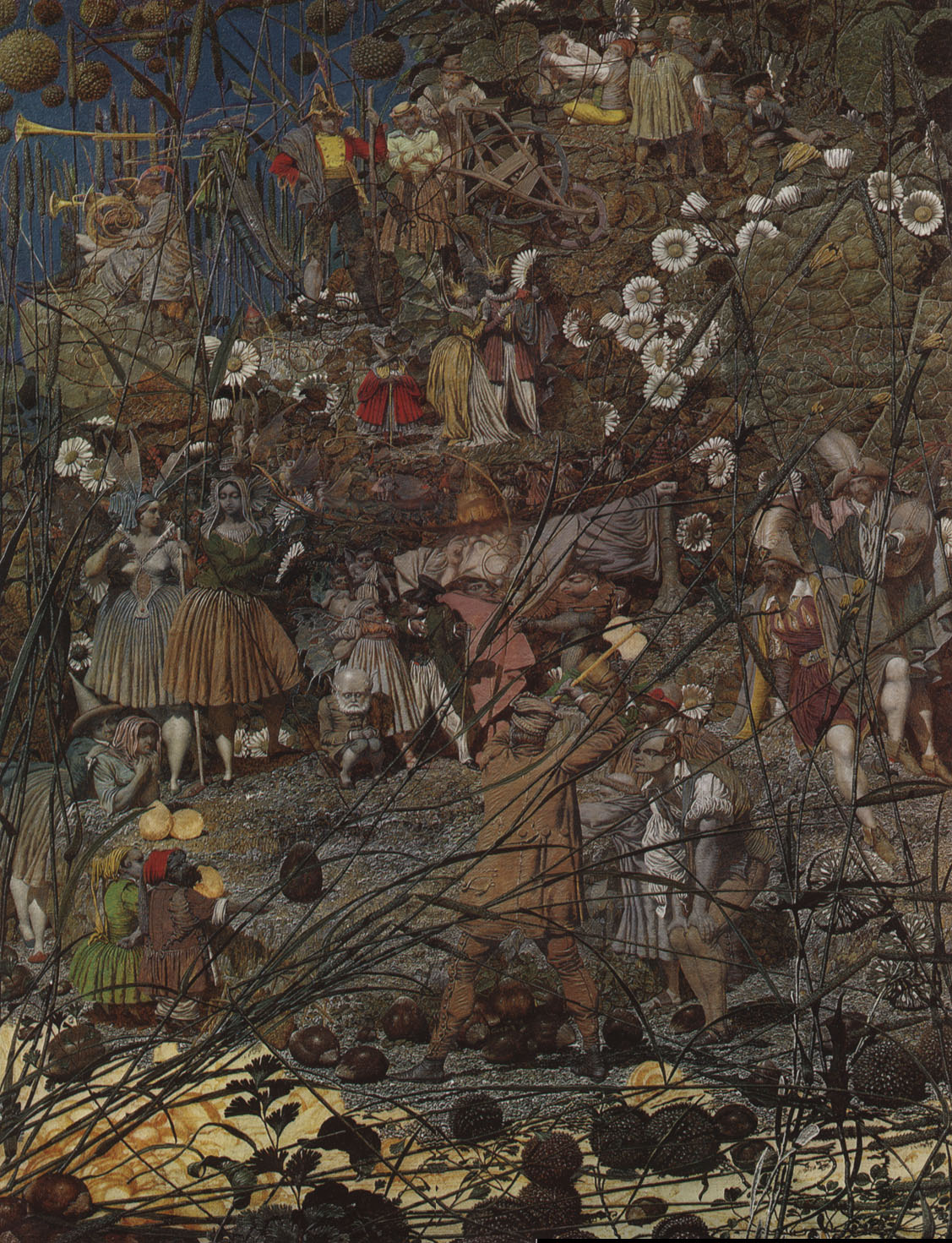
画家リチャード・ダッド(1817-1886)誕生。画像は『お伽の樵の入神の一撃』

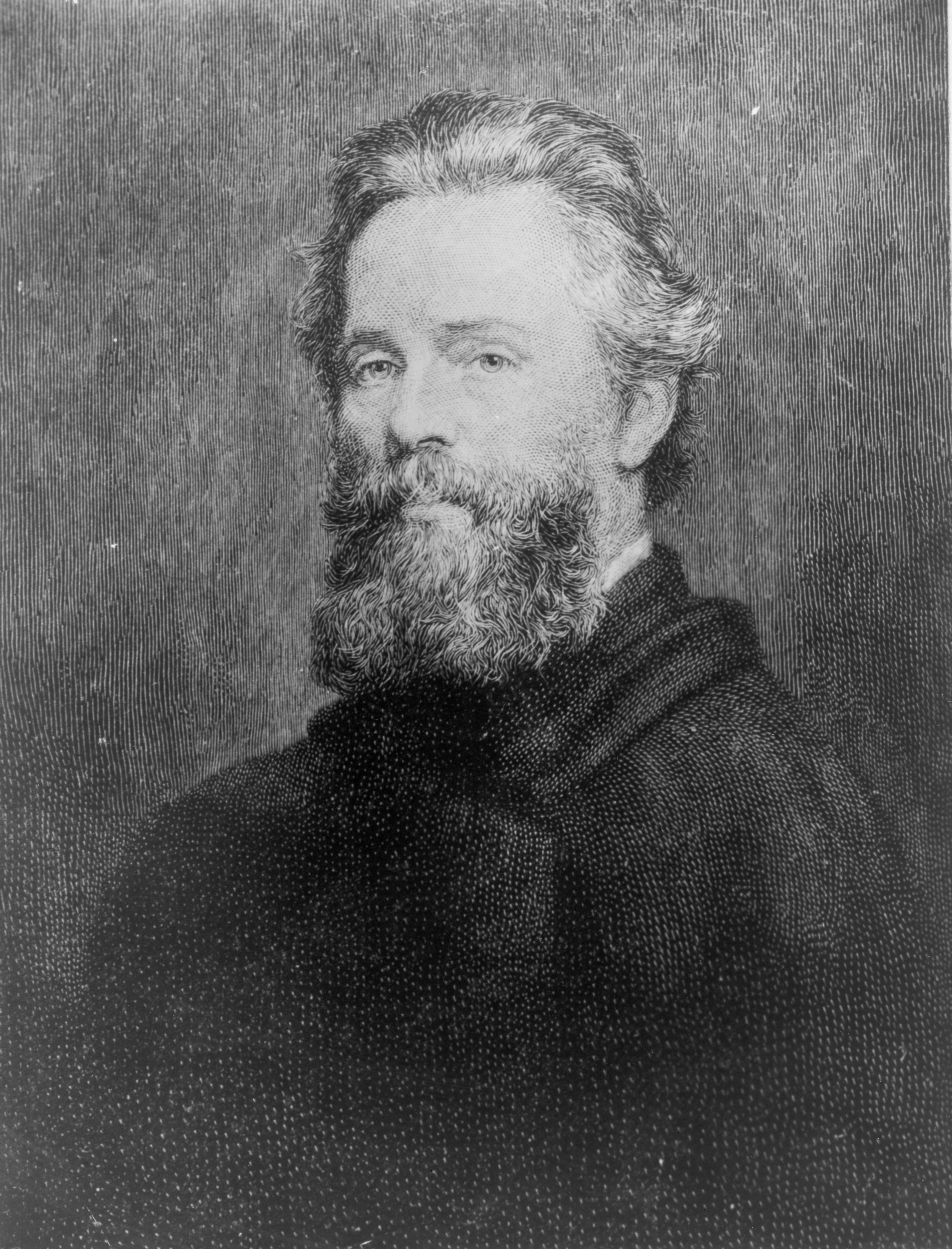
作家ハーマン・メルヴィル(1819-1891)誕生。

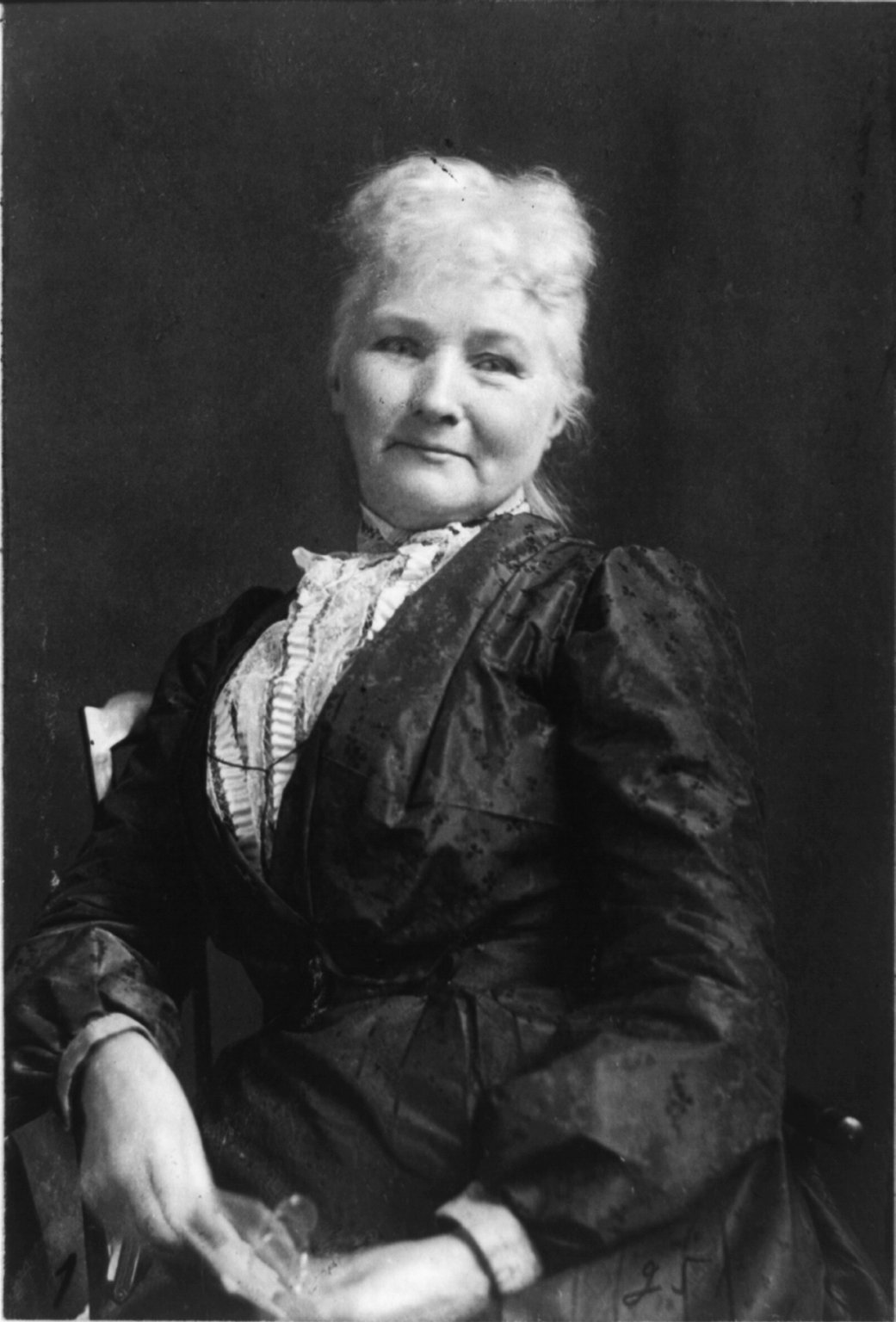
労働活動家マザー・ジョーンズ(1830-1930)誕生。

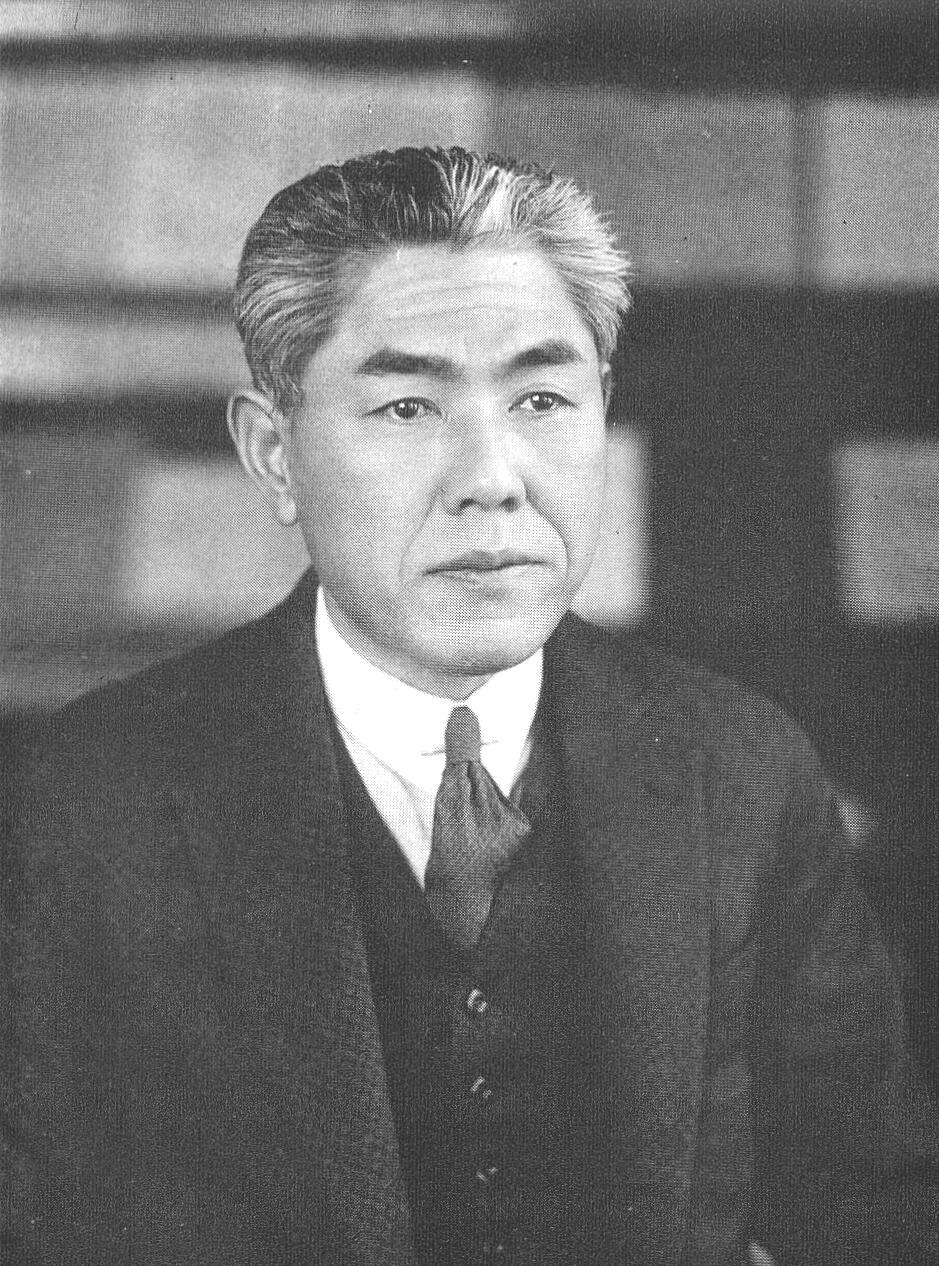
医学者・詩人木下杢太郎(1885-1945)誕生。

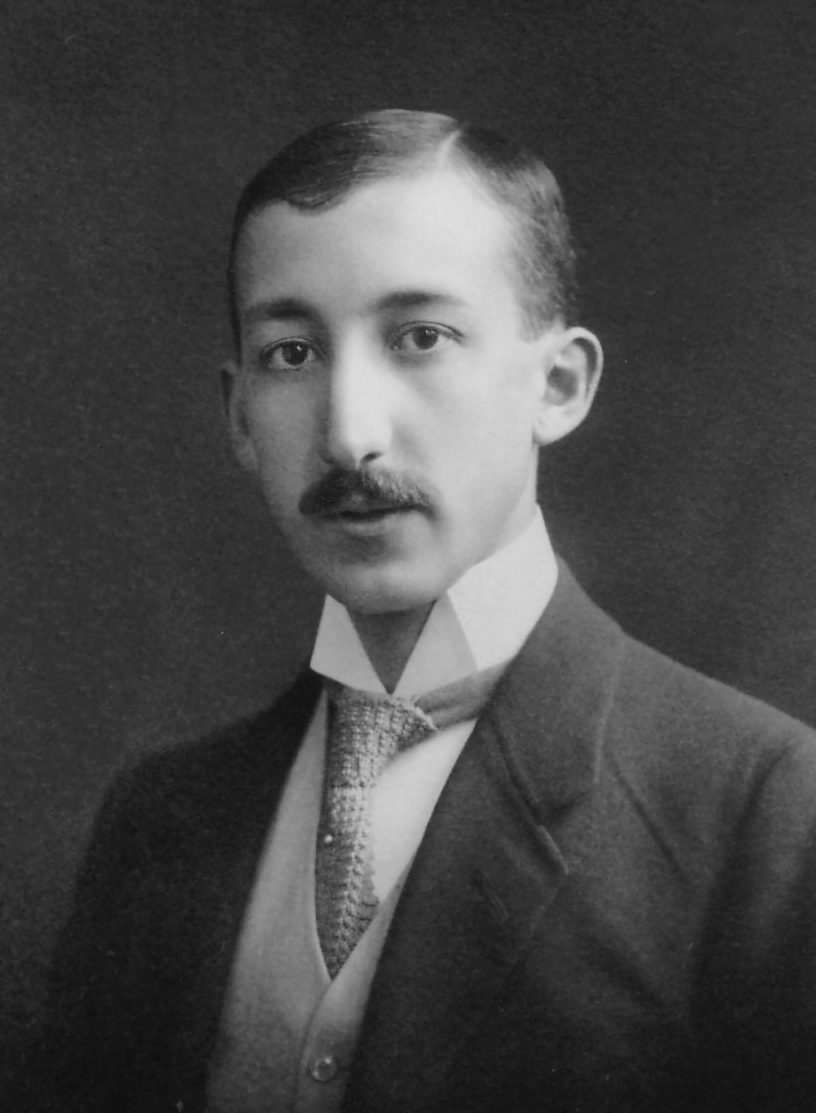
化学者ゲオルク・ド・ヘヴェシー(1885-1966)誕生。放射性トレーサーを研究。

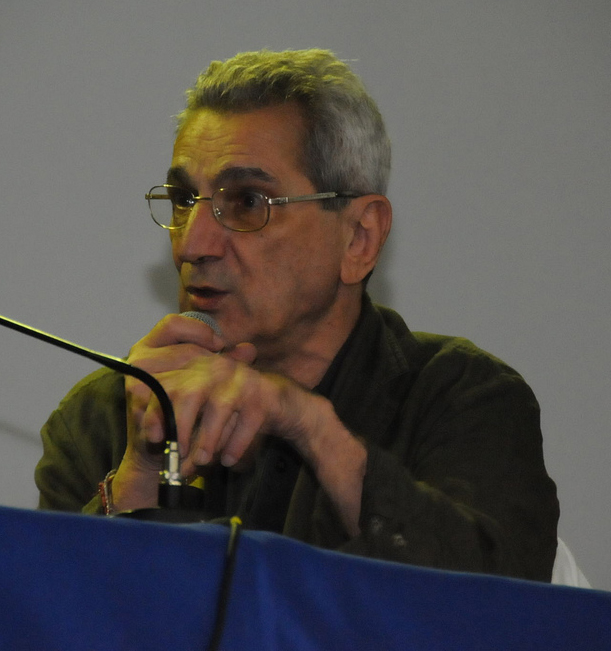
政治哲学者アントニオ・ネグリ(1933-2023)誕生。

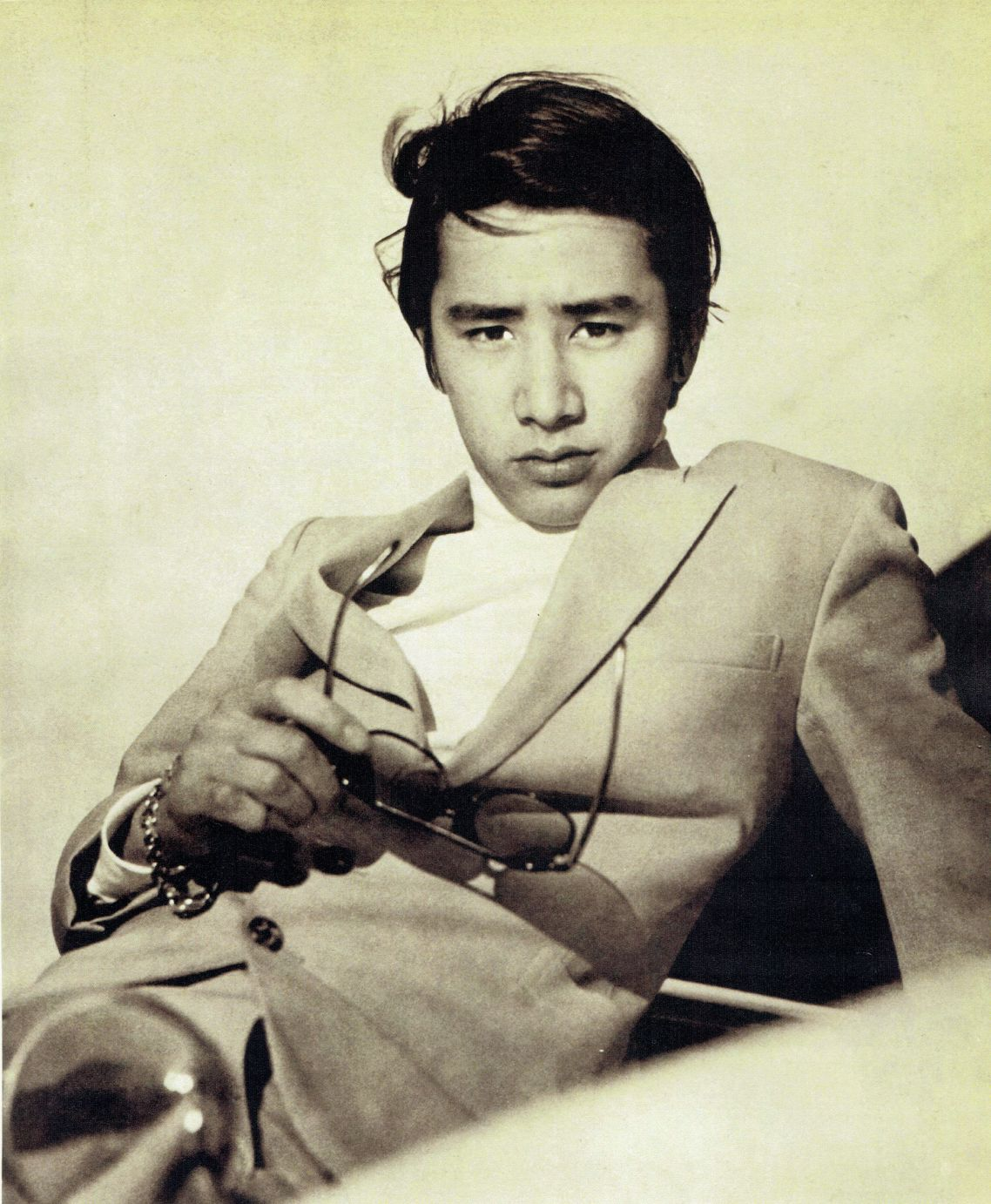
俳優田村正和(1943-2021)誕生。

- 紀元前10年 - クラウディウス、第4代ローマ皇帝（+ 54年）
- 126年 - ペルティナクス、第18代ローマ皇帝（+ 193年）
- 845年（承和12年6月25日） - 菅原道真、学者、政治家（+ 903年）
- 1313年（正和2年7月9日） - 光厳天皇、北朝初代天皇（+ 1364年）
- 1377年（永和3年6月27日） - 後小松天皇、第100代天皇（+ 1433年）
- 1520年 - ジグムント2世、ポーランド王（+ 1572年）
- 1625年（寛永2年6月28日） - 水野勝貞、福山藩主（+ 1662年）
- 1661年（寛文元年7月7日） - 相馬昌胤、相馬中村藩主（+ 1728年）
- 1665年（寛文5年6月20日） - 松平輝貞、高崎藩主（+ 1747年）
- 1687年（貞享4年6月24日） - 池田吉泰、鳥取藩主（+ 1739年）
- 1709年（宝永6年6月26日） - 成瀬正泰、犬山藩主（+ 1785年）
- 1730年（享保15年8月18日） - 鍋島直興、蓮池藩主（+ 1757年）
- 1744年 - ジャン＝バティスト・ラマルク、博物学者（+ 1829年）
- 1761年（宝暦11年7月1日） - 酒井抱一、画家（+ 1829年）
- 1765年（明和2年6月15日） - 南部信房、八戸藩主（+ 1835年）
- 1770年 - ウィリアム・クラーク、探検家（+ 1838年）
- 1779年 - フランシス・スコット・キー、弁護士、詩人（+ 1843年）
- 1807年 - ロバート・マクレランド、第4代アメリカ合衆国内務長官（+ 1880年）
- 1817年 - リチャード・ダッド、画家（+ 1886年）
- 1818年 - マリア・ミッチェル、天文学者（+ 1889年）
- 1818年（文政元年6月30日） - 竹腰正富、今尾藩主（+ 1884年）
- 1819年 - ハーマン・メルヴィル、小説家（+ 1891年）
- 1830年（文政]13年6月13日） - 川田甕江、漢学者（+ 1896年）
- 1830年（文政13年6月13日） - 内藤政文、挙母藩主（+ 1858年）
- 1837年 - マザー・ジョーンズ、労働運動家（+ 1930年）
- 1843年 - ロバート・トッド・リンカーン、アメリカ合衆国陸軍長官（+ 1926年）
- 1849年 - ジョージ・マーサー・ドーソン、科学者、探検家（+ 1901年）
- 1858年 - ハンス・ロット、作曲家（+ 1884年）
- 1860年（万延元年6月15日） - 根津嘉一郎 (初代)、実業家、東武鉄道オーナー（+ 1940年）
- 1861年（文久元年6月25日） - 奥繁三郎、政治家（+ 1924年）
- 1863年 - ガストン・ドゥメルグ、政治家、フランス第三共和政第12代大統領（+ 1937年）
- 1865年 - エウシェン、スウェーデンの王族（+ 1947年）
- 1881年 - 会津八一、歌人、美術史家（+ 1956年）
- 1882年 - 石原謙、宗教史学者（+ 1976年）
- 1885年 - 木下杢太郎、詩人、小説家、医学者（+ 1945年）
- 1885年 - ゲオルク・ド・ヘヴェシー、化学者（+ 1943年）
- 1886年 - 加納久朗、銀行家、政治家、元千葉県知事（+ 1963年）
- 1886年 - 宮島資夫、小説家（+ 1951年）
- 1889年 - 室生犀星、詩人（+ 1962年）
- 1891年 - 渡辺泰邦、政治家、ジャーナリスト（+ 1949年）
- 1892年 - 成田きん、きんさんぎんさんの姉（+ 2000年）
- 1892年 - 蟹江ぎん、きんさんぎんさんの妹（+ 2001年）
- 1899年 - 松方三郎、登山家、ジャーナリスト、実業家（+ 1973年）
- 1899年 - 伊藤熹朔、舞台美術家（+ 1967年）
- 1899年 - ジミー・エンジェル、飛行家（+ 1956年）
- 1905年 - 水谷八重子 (初代)、女優（+ 1979年）
- 1906年 - 耕治人、小説家（+ 1988年）
- 1907年 - 大澤壽人、作曲家（+ 1953年）
- 1907年 - 宮本常一、民俗学者（+ 1981年）
- 1907年 - マルガ・フォン・エッツドルフ、パイロット（+ 1933年）
- 1908年 - 窪田章一郎、歌人（+ 2001年）
- 1915年 - 小平忠、政治家（+ 2000年）
- 1915年 - 児玉三夫、教育学者（+ 1996年）
- 1918年 - 周璇、歌手、女優（+ 1957年）
- 1920年 - 柴谷篤弘、生物学者、評論家、京都精華大学名誉教授（+ 2011年）
- 1920年 - 内田朝雄、俳優（+ 1996年）
- 1921年 - 大森荘蔵、哲学者（+ 1997年）
- 1922年 - スティーヴン・ワーム、言語学者（+ 2001年）
- 1923年 - 中田喜直、作曲家（+ 2000年）
- 1924年 - 村沢牧、政治家（+ 1999年）
- 1924年 - ジョルジュ・シャルパク、物理学者（+ 2010年）
- 1927年 - 三輪和雄、医師、作家
- 1927年 - 小沢潔、政治家（+ 2014年）
- 1927年 - 三塚博、政治家（+ 2004年）
- 1927年 - 河野俊二、実業家（+ 2012年）
- 1929年 - 菅原勝伴、法学者、北海学園大学名誉教授（+ 2021年）
- 1929年 - E・H・エリック、タレント（+ 2000年）
- 1930年 - ピエール・ブルデュー、社会学者（+ 2002年）
- 1931年 - 三好迪、聖書学・神学者、弘前大学名誉教授（+ 2016年）
- 1931年 - 増淵健、編集者、映画評論家（+ 1996年）
- 1931年 - 若原一郎、歌手（+ 1990年）
- 1932年 - 田畑彦右衛門、社会評論家
- 1933年 - 高銀、詩人
- 1933年 - 鈴木秀幸、元プロ野球選手
- 1933年 - アントニオ・ネグリ、政治哲学者（+ 2023年）
- 1933年 - 武下和平、島唄歌手（+ 2021年）
- 1933年 - 金田正一、元プロ野球選手、監督（+ 2019年）
- 1933年 - ドム・デルイーズ、俳優、コメディアン（+ 2009年）
- 1933年 - ミーナー・クマーリー、女優（+ 1972年）
- 1934年 - 小川京子、ピアニスト、桐朋学園大学名誉教授
- 1935年 - 宮崎逸人、元プロ野球選手
- 1935年 - 田中信夫、声優（+ 2018年）
- 1936年 - イヴ・サン＝ローラン、ファッションデザイナー（+ 2008年）
- 1936年 - 三ツ矢歌子、女優（+ 2004年）
- 1936年 - ウィリアム・ドナルド・ハミルトン、生物学者（+ 2000年）
- 1937年 - 泉信也、政治家
- 1937年 - 鎌田敏夫、脚本家
- 1938年 - 中島順三、アニメプロデューサー（+ 2022年）
- 1938年 - ジャッキー吉川、音楽家（+ 2020年）
- 1938年 - 太田勝、元プロ野球選手（+ 没年不詳）
- 1939年 - 八代目杵屋彌吉、長唄三味線方家元（+ 2022年）
- 1941年 - 堀勝之祐、声優
- 1941年 - ジョルディ・サバール[20]、ヴィオラ・ダ・ガンバ奏者、指揮者
- 1941年 - ナタリー・ドロン、女優（+ 2021年）
- 1942年 - 小野武彦、俳優
- 1942年 - 中村征一、政治家、元福岡県筑後市長
- 1942年 - ジェリー・ガルシア、ミュージシャン（グレイトフル・デッド）（+ 1995年）
- 1942年 - アンドレ・ギャニオン、作曲家、ピアニスト（+ 2020年）
- 1942年 - ジャンカルロ・ジャンニーニ、俳優
- 1943年 - 田村正和、俳優（+ 2021年）
- 1944年 - 石橋克彦、地球科学者、理学博士、神戸大学名誉教授
- 1944年 - 鈴木了二、建築家
- 1944年 - アンドリュー・G・ヴァイナ、映画プロデューサー（+ 2019年）
- 1945年 - 小川亨、元プロ野球選手
- 1945年 - 東田正義、元プロ野球選手（+ 2016年）
- 1945年 - ダグラス・D・オシェロフ 、物理学者
- 1946年 - 桑原秀範、高校野球指導者
- 1946年 - ボズ・バレル、ミュージシャン（+ 2006年）
- 1947年 - 玉浦裕、科学者、東京工業大学名誉教授
- 1947年 - 高屋敷英夫、脚本家
- 1947年 - 豊田憲司、元プロ野球選手
- 1947年 - 豊永隆盛、元プロ野球選手
- 1947年 - あだち勉、漫画家（+ 2004年）
- 1947年 - トニー・ミューサー、元プロ野球選手
- 1948年 - 吉川潮[21]、演芸評論家、小説家
- 1948年 - 浜口末男、カトリック教会聖職者（+ 2020年）
- 1949年 - つのだ☆ひろ、ミュージシャン
- 1949年 - クルマンベク・バキエフ、政治家、第2代キルギス大統領
- 1950年 - 三井正則、実業家
- 1950年 - 山崎山洋、政治家、元千葉県印西市長
- 1951年 - 田中真理、女優
- 1951年 - トミー・ボーリン、ミュージシャン（+ 1976年）
- 1951年 - 七条明、政治家
- 1952年 - 菅生隆之、俳優、声優、ナレーター
- 1952年 - 魚住裕一郎、政治家
- 1952年 - ゾラン・ジンジッチ、政治家（+ 2003年）
- 1952年 - 永野一男、会社経営者（+ 1985年）
- 1953年 - ロバート・クレイ、ミュージシャン
- 1954年 - 森田順平、俳優、声優
- 1954年 - 佐藤博文、弁護士
- 1954年 - トレバー・バービック、プロボクサー（+ 2006年）
- 1955年 - 古屋英夫、元プロ野球選手
- 1955年 - 頼近美津子、アナウンサー、司会者（+ 2009年）
- 1956年 - 山口玉三郎、ギタリスト、ピアニスト、作曲家、編曲家
- 1956年 - 竹本由紀夫、元プロ野球選手
- 1957年 - 上柳昌彦、アナウンサー
- 1959年 - 大友良英、ミュージシャン
- 1959年 - ジョー・エリオット、ミュージシャン（デフ・レパード）
- 1960年 - 獸木野生、漫画家
- 1960年 - 津田恒実、元プロ野球選手（+ 1993年）
- 1962年 - 門馬良、演歌歌手
- 1962年 - 丸山正剛、ギタリスト、音楽ライター（元BEE PUBLIC）
- 1962年 - スコット・アンダーソン、元プロ野球選手
- 1962年 - 坂口卓、厚生労働官僚
- 1963年 - 近藤誠一、プロ雀士
- 1963年 - 若田光一、宇宙飛行士
- 1963年 - 松本奈美子、元女優、タレント
- 1963年 - 津村潔、元プロ野球選手
- 1963年 - デミアン・ビチル、俳優
- 1964年 - 松崎真人、シンガーソングライター、ラジオパーソナリティー
- 1964年 - KENZI、歌手、シンガーソングライター
- 1946年 - 永野彰子、元アナウンサー
- 1964年 - ナタリア・シコレンコ、陸上競技選手（+ 2025年）
- 1965年 - サム・メンデス、舞台監督、映画監督
- 1967年 - グレッグ・ジェフリーズ、元プロ野球選手
- 1968年 - 長谷川滋利、元プロ野球選手
- 1968年 - 成田昭次、シンガーソングライター（男闘呼組）
- 1968年 - ジル・トレナリー、フィギュアスケート選手
- 1969年 - 相澤一成、俳優
- 1969年 - 浅野靖典、スポーツライター、競馬キャスター、競馬史研究家
- 1969年 - 大岡英介、音楽家、映像作家、療術・ボディーケア講師
- 1969年 - 大庭美夏、将棋棋士
- 1969年 - ケビン・ジャービス、元プロ野球選手
- 1970年 - 柿丸美智恵、女優
- 1970年 - 小野次郎、元騎手
- 1970年 - ディビッド・ジェームス、元サッカー選手
- 1971年 - トラビス・ドリスキル、元プロ野球選手
- 1972年 - 森洋子、タレント（元C.C.ガールズ）
- 1972年 - 三井ヒロアキ、映像ディレクター
- 1972年 - フレッディ・ガルシア、元プロ野球選手
- 1973年 - MCU、歌手（KICK THE CAN CREW）
- 1973年 - エドゥアルド・ノリエガ、俳優
- 1973年 - エドゥルネ・パサバン、登山家
- 1974年 - 阿部敏之、元サッカー選手
- 1974年 - 山崎さやか、漫画家
- 1974年 - 森脇和成、タレント（元猿岩石）
- 1975年 - 米倉涼子、女優
- 1975年 - 高柳瑞樹、調教師
- 1975年 - 川上優子、元陸上競技選手
- 1976年 - ヌワンコ・カヌ、サッカー選手
- 1976年 - 山本剛史、俳優
- 1976年 - イバン・ドゥケ、政治家、コロンビア大統領
- 1977年 - 尾上菊五郎 (8代目)、歌舞伎俳優
- 1978年 - 荒金久雄、元プロ野球選手
- 1978年 - 長坂秀樹、元プロ野球選手
- 1978年 - ダーニ・ハリスン、ミュージシャン
- 1979年 - 柳家さん花、落語家
- 1979年 - 天沼聰、実業家、エアークローゼット創業者
- 1979年 - 郭政新、フィギュアスケート選手
- 1980年 - 小暮卓史、レーシングドライバー
- 1980年 - 小椋真介、元プロ野球選手
- 1980年 - 中野滋樹、元野球選手
- 1980年 - アレッサンドロ・マンシーニ、サッカー選手
- 1980年 - ダリア・ティモシェンコ、フィギュアスケート選手
- 1980年 - 猿渡ゆか、女優、リポーター（+ 2015年）
- 1980年 - 直瀬遥歩、元タレント、元女優
- 1980年 - 平松隆円、化粧研究者
- 1981年 - 三田光、元サッカー選手、指導者
- 1981年 - 宮永雄太、元バスケットボール選手、指導者
- 1981年 - 官野一彦、パラサイクリング選手、元車いすラグビー選手
- 1982年 - 冨永愛、ファッションモデル
- 1982年 - 高野勇斗、政治家、実業家
- 1982年 - 西﨑聡、元プロ野球選手
- 1982年 - 鈴木達也、元サッカー選手
- 1982年 - 深谷友基、元サッカー選手
- 1982年 - トリスタン・カズンズ、フィギュアスケート選手
- 1983年 - EXILE NESMITH、ミュージシャン（EXILE）
- 1983年 - 片桐淳至、元サッカー選手
- 1984年 - 坂本雅幸、和太鼓奏者
- 1984年 - 渡辺大、俳優
- 1984年 - バスティアン・シュバインシュタイガー、元サッカー選手
- 1985年 - 入山法子、ファッションモデル
- 1985年 - 高橋哲也、バスケットボール指導者
- 1985年 - 矢野美子、元バレーボール選手
- 1985年 - アダム・ジョーンズ、プロ野球選手
- 1986年 - 梨花まゆり、声優
- 1986年 - リ・ソンチョル、フィギュアスケート選手
- 1986年 - エレーナ・ベスニナ、テニス選手
- 1987年 - 柊瑠美、女優
- 1987年 - 瀧口友里奈、タレント
- 1987年 - 平井まさあき、お笑いタレント（男性ブランコ）
- 1988年 - タチアナ・ココレワ、フィギュアスケート選手
- 1988年 - ロイド・ジョーンズ、元フィギュアスケート選手
- 1988年 - アリス＝紗良・オット、ピアニスト
- 1989年 - 黒川智花、女優
- 1989年 - 松岡卓弥、歌手
- 1989年 - 松浦進、版画家
- 1989年 - ティファニー、アイドル（少女時代）
- 1989年 - マディソン・バンガーナー、プロ野球選手
- 1990年 - 奥村うどん、お笑いタレント（スタンダップコーギー）
- 1990年 - 麻海りあ、グラビアアイドル
- 1990年 - 水瀬夏海、プロ雀士
- 1990年 - 木村拓也、アナウンサー
- 1990年 - 元山夏菜、バスケットボール選手
- 1990年 - ケニス・バルガス、プロ野球選手
- 1991年 - 工藤阿須加、俳優
- 1992年 - 新海里奈、アイドル（元SKE48）
- 1992年 - 西野、お笑いタレント（元ハイツ友の会）
- 1992年 - 信子、お笑いタレント（ぱーてぃーちゃん）
- 1992年 - 中村沙樹、元サッカー選手
- 1993年 - シン・サンフン、プロアイスホッケー選手
- 1994年 - 和田彩花、歌手、アイドル（元アンジュルム）
- 1994年 - 國島直希、俳優
- 1994年 - 木村文哉、俳優
- 1994年 - 門山葉子、歌手、女優
- 1994年 - 関野剛平、バスケットボール選手
- 1994年 - 廣田彩花、バドミントン選手
- 1994年 - サラ・ヘンドリクソン、スキージャンプ選手
- 1995年 - 石原由希、アイドル（元IDO☆HOLIC）、グラビアアイドル
- 1995年 - 上林誠知、プロ野球選手
- 1995年 - 二木康太、プロ野球選手
- 1995年 - 鈴木一朗、サッカー選手
- 1995年 - 前寛之、サッカー選手
- 1995年 - 渡名喜風南、柔道家
- 1996年 - 東野有紗、バドミントン選手
- 1996年 - 佐藤奈々美、バスケットボール選手
- 1996年 - 小澤基、ハンドボール選手
- 1996年 - ヨンウ、元アイドル、女優（元MOMOLAND）
- 1997年 - 加藤夕夏、アイドル（元NMB48）
- 1997年 - ケヴィン・エイモズ、フィギュアスケート選手
- 1998年 - 丸りおな、女優、モデル
- 1998年 - 平内龍太、プロ野球選手
- 1998年 - 鳥海芳樹、サッカー選手
- 1999年 - 薛八一、俳優
- 2000年 - 浅野竣哉、俳優、モデル
- 2000年 - 福岡聖菜、アイドル（AKB48）
- 2000年 - キム・チェウォン、アイドル（LE SSERAFIM、元IZ*ONE）
- 2001年 - パク・シウン、アイドル、女優（STAYC）
- 2002年 - 飛田愛斗、騎手
- 2003年 - 清宮レイ、元アイドル（元乃木坂46）
- 2003年 - 江口紗耶、アイドル（BEYOOOOONDS）
- 2003年 - ソンミン、アイドル（CRAVITY）
- 2005年 - フィヨン、アイドル（LIGHTSUM）
- 2006年 - トンプソン・アイミ、モデル
- 2007年 - 高井俐香、アイドル（日向坂46）
- 2009年 - 田村海優、子役
- 生年不詳 - 華雅りりか、女優、元宝塚歌劇団花組
- 生年不詳 - 小田邊千尋、声優
- 生年不詳 - 木村涼香、声優、舞台女優
- 生年不詳 - 嶋崎はるか、声優
- 生年不詳 - 藤井ゆき、声優
- 生年不詳 - 村田麻衣子、俳優、声優
- 生年不詳 - MELL、歌手（元I've）

## 忌日

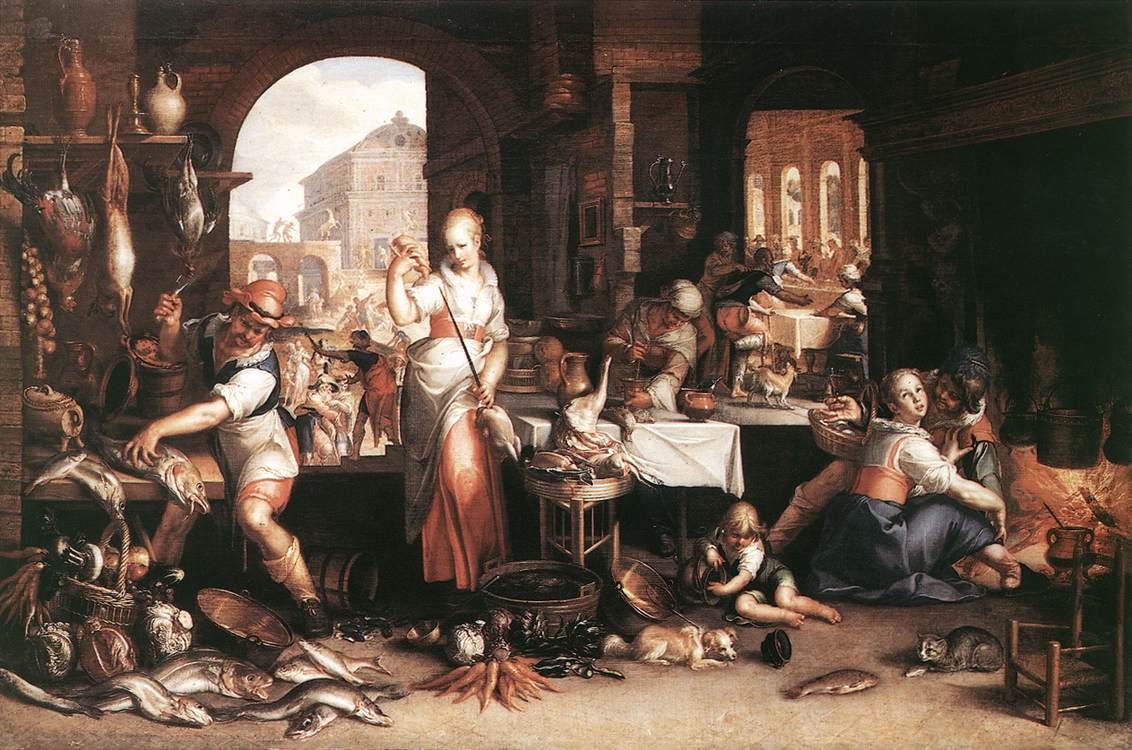
画家ヨアヒム・ウテワール(1566-1638)没。画像は『台所の情景』(1604)

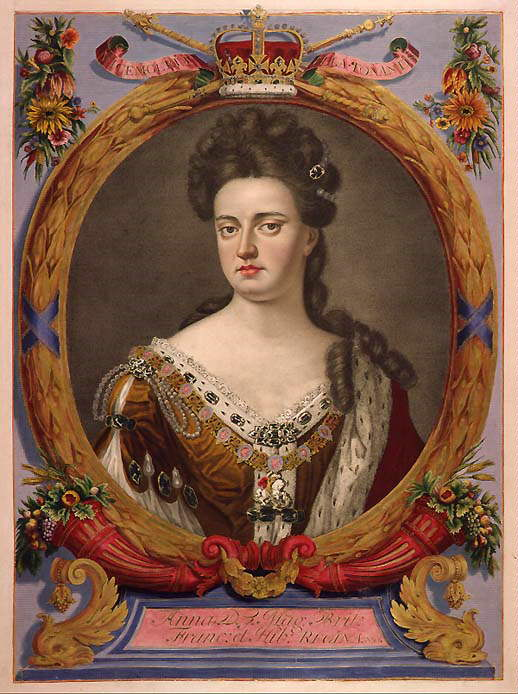
英国女王アン(1665-1714)没。

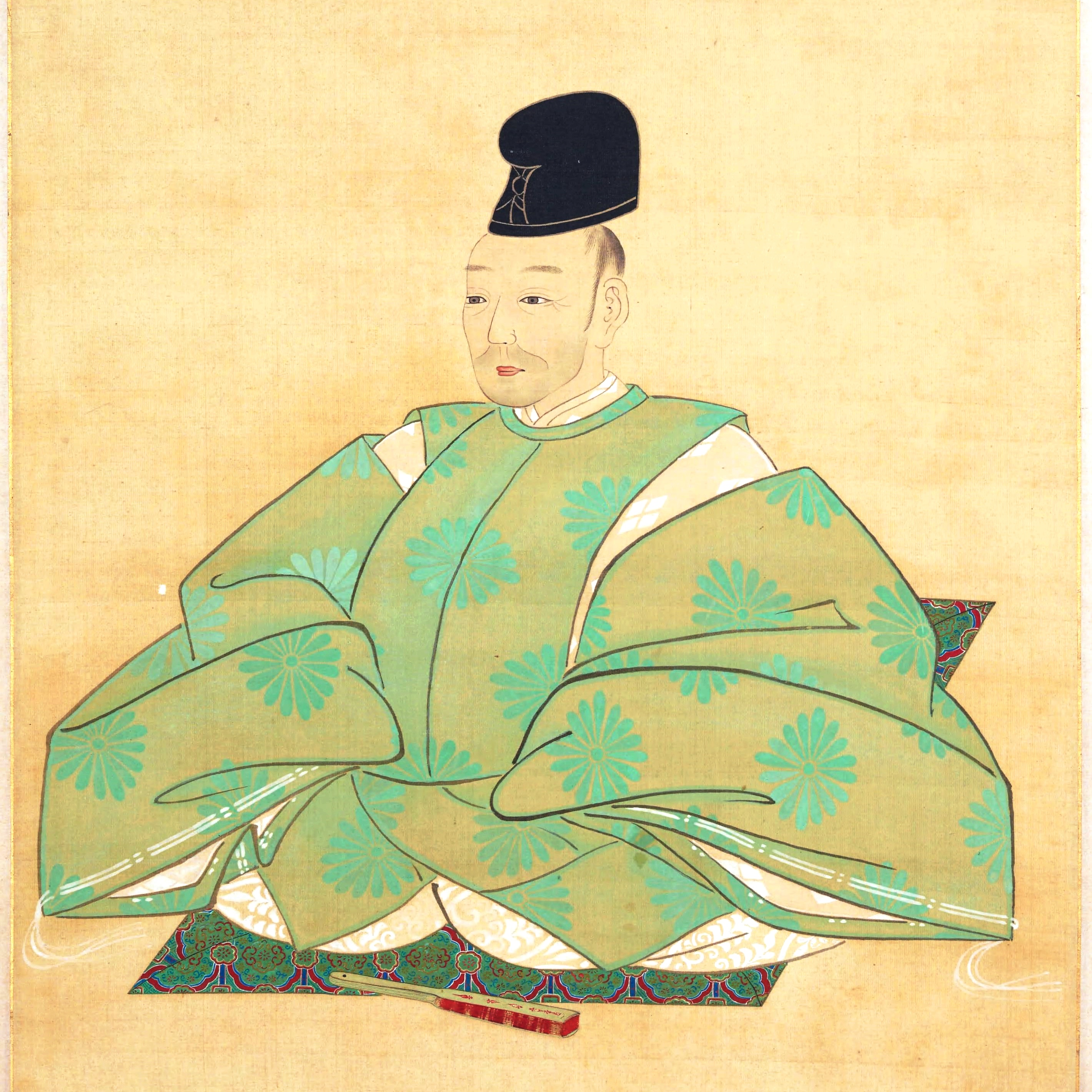
閑院宮典仁親王(慶光天皇)(1733-1794)崩御。

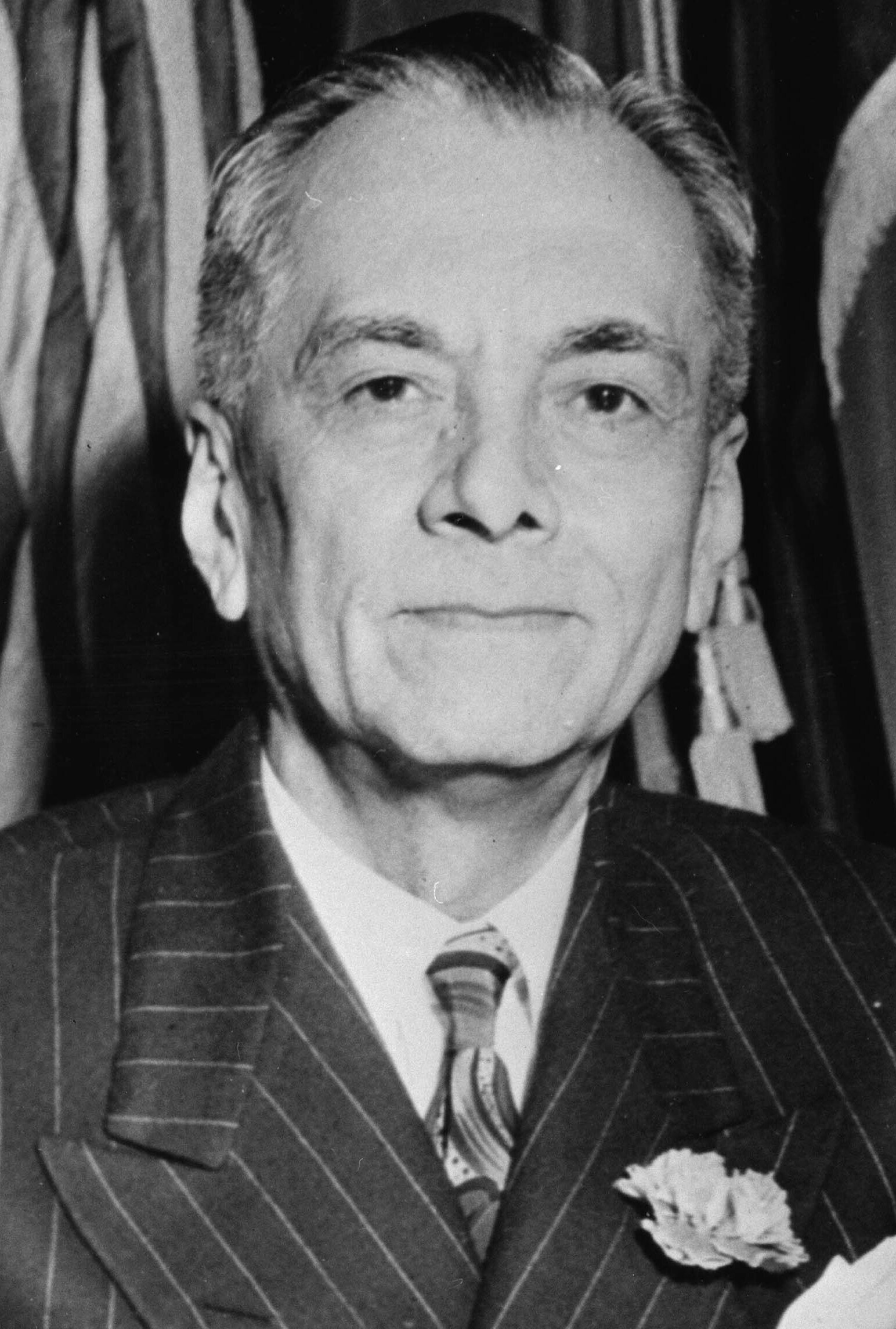
フィリピンの独立準備政府大統領マニュエル・ケソン(1878-1944)、亡命先のニューヨークで没。

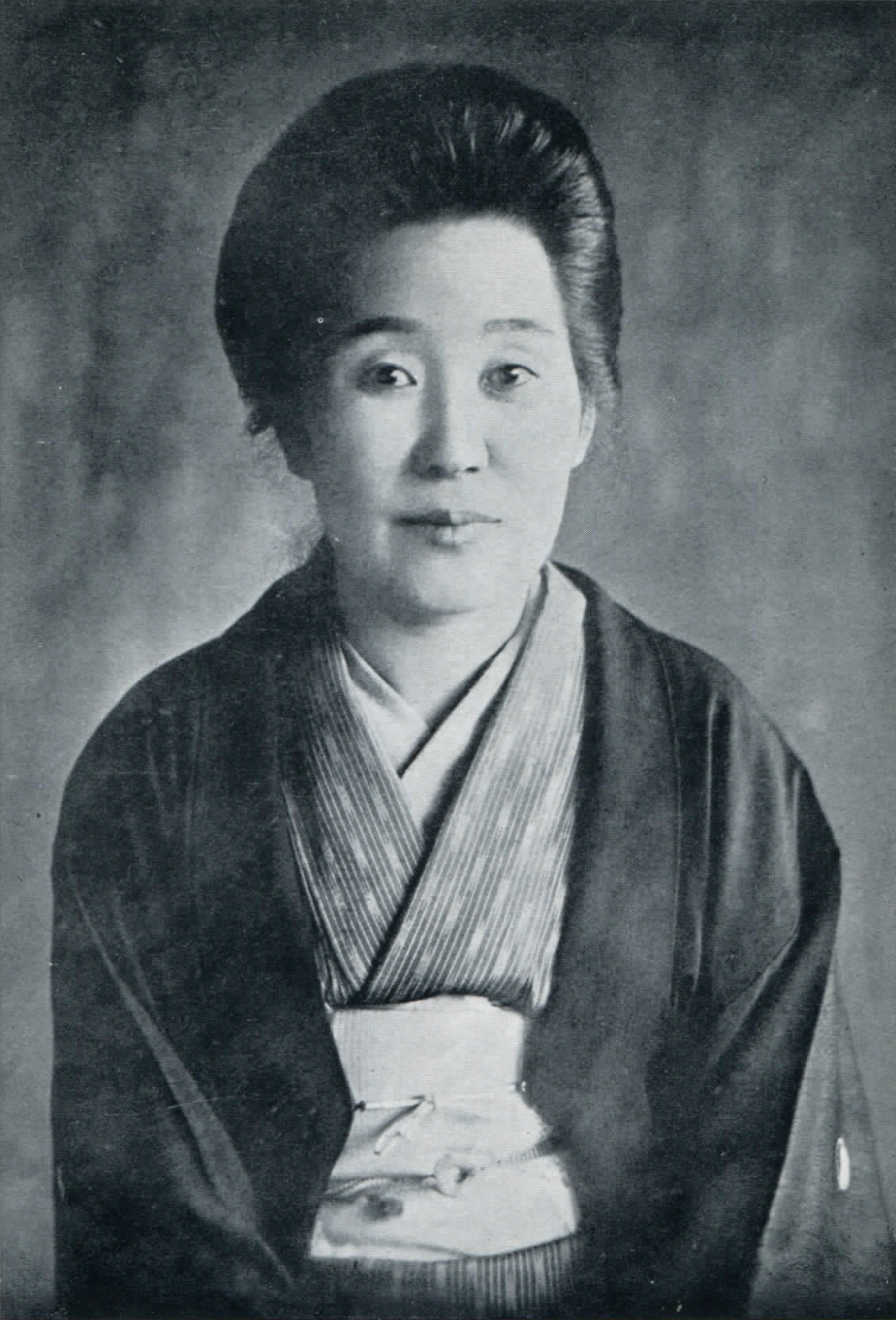
野間左衛(1883-1955)没。野間清治の妻で、講談社第3代社長。野間文芸賞及び野間文芸奨励賞を創設した。

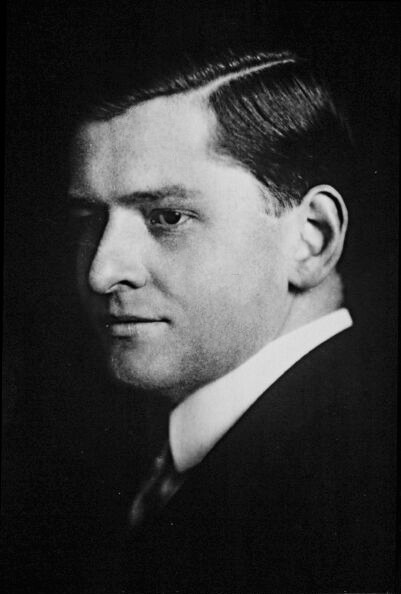
生化学者リヒャルト・クーン(1900-1967)没。

- 527年 - ユスティヌス1世、東ローマ皇帝（* 435年）
- 1137年 - ルイ6世、フランス国王（* 1081年）
- 1156年（保元元年7月14日） - 藤原頼長、平安時代の公卿（* 1120年）
- 1203年（建仁3年6月23日） - 阿野全成、平安時代・鎌倉時代の僧（* 1153年）
- 1227年（安貞元年6月18日） - 島津忠久、鎌倉幕府御家人（* 1179年）
- 1402年 - エドマンド・オブ・ラングリー、初代ヨーク公（* 1341年）
- 1457年 - ロレンツォ・ヴァッラ、人文主義者（* 1407年）
- 1464年 - コジモ・デ・メディチ、銀行家（* 1389年）
- 1507年（永正4年6月23日） - 細川政元、室町幕府管領（* 1466年）
- 1526年（大永6年6月23日） - 今川氏親、駿河国の戦国大名（* 1473年）
- 1546年 - ピエール・ファーヴル、カトリック司祭、イエズス会創設者の1人（* 1506年）
- 1589年 - ジャック・クレマン、ドミニコ会修道士（* 1567年）
- 1610年（慶長15年6月13日） - 伊奈忠次、関東郡代、武蔵小室藩主（* 1550年）
- 1638年 - ヨアヒム・ウテワール、画家、版画家（* 1566年）
- 1653年（承応2年閏6月8日） - 加藤忠広、熊本藩主（* 1601年）
- 1714年 - アン、イギリス女王（* 1665年）
- 1720年（享保5年6月27日）- 久世重之、江戸幕府老中、関宿藩主（* 1659年）
- 1760年 - アドリアン・マングラール、海洋画家、版画家（* 1695年）
- 1769年 - ジャン・シャップ・ドートロシュ、天文学者（* 1722年）
- 1769年 （明和6年6月29日）丹羽高寛、第8代二本松藩主 (* 1707年or1708年)
- 1794年（寛政6年7月6日） - 閑院宮典仁親王、江戸時代の皇族（* 1733年）
- 1857年 - エミーリエ・ツムシュテーク、音楽家（* 1796年）
- 1863年（文久3年6月17日） - 箕作阮甫、蘭学者（* 1799年）
- 1883年 - 徳川慶勝、第14代尾張藩主（* 1824年）
- 1894年 - ジョセフ・ホルト、アメリカ合衆国郵政長官・陸軍長官（* 1807年）
- 1894年 - ヒューゴ・サルムソン、画家（* 1843年）
- 1896年 - ウィリアム・ロバート・グローブ、科学者、グローブ電池考案者（* 1811年）
- 1903年 - カラミティ・ジェーン、西部開拓時代のガンマン（* 1856年）
- 1913年 - レーシャ・ウクライーンカ、 詩人、作家、翻訳者 (* 1871年)
- 1914年 - ガブリエル・デュポン、作曲家（* 1878年）
- 1919年 - オスカー・ハマースタイン1世、実業家（* 1847年）
- 1926年 - イズレイル・ザングウィル、作家（* 1864年）
- 1934年 - エリアス・ガルシア・マルティネス、画家（* 1858年）
- 1938年 - エドモンド・チャールズ・ターベル、画家（* 1862年）
- 1938年 - 新城新蔵、天文学者（* 1873年）
- 1939年 - 佐伯喜三郎、野球選手（* 1908年）
- 1944年 - マニュエル・ケソン、フィリピン独立準備政府大統領（* 1878年）
- 1945年 - 新富卯三郎、プロ野球選手（* 1915年）
- 1951年 - 結城豊太郎、銀行家、第36代大蔵大臣、第10代拓務大臣、元日本銀行総裁（* 1877年）
- 1952年 - 田辺七六、政治家、実業家（* 1879年）
- 1955年 - 野間左衛、教員、出版人、講談社第3代社長（* 1883年）
- 1959年 - フランシス・ド・ミオマンドル、小説家（* 1880年）
- 1960年 - 原田義人、ドイツ文学者、翻訳家（* 1918年）
- 1965年 - 信時潔、作曲家、音楽学者、チェロ奏者（* 1887年）
- 1966年 - チャールズ・ホイットマン、連続殺人犯（* 1941年）
- 1967年 - リヒャルト・クーン、生化学者、ノーベル化学賞受賞者（* 1900年）
- 1970年 - オットー・ワールブルク、生理学者、医師、ノーベル生理学・医学賞受賞者（* 1883年）
- 1970年 - 半田義之、小説家（* 1911年）
- 1971年 - 徳川夢声、講談師（* 1894年）
- 1973年 - ジャン・フランチェスコ・マリピエロ、作曲家（* 1882年）
- 1973年 - ヴァルター・ウルブリヒト、政治家、ドイツ民主共和国初代国家評議会議長（* 1893年）
- 1975年 - 岡崎令治、分子生物学者（* 1930年）
- 1977年 - 熊谷守一、画家（* 1880年）
- 1977年 - 前田栄之助、社会運動家、政治家（* 1891年）
- 1977年 - フランシス・ゲーリー・パワーズ、アメリカ空軍大尉、偵察機パイロット（* 1929年）
- 1978年 - ルドルフ・コーリッシュ、ヴァイオリニスト（* 1896年）
- 1978年 - 植村甲午郎、官僚、財界人、第3代経団連会長（* 1894年）
- 1979年 - 奥田譲、水産化学者（* 1883年）
- 1980年 - パトリック・デパイユ、F1ドライバー（* 1944年）
- 1981年 - 神近市子、政治家、衆議院議員（* 1888年）
- 1981年 - パディ・チャイエフスキー、作家、脚本家（* 1923年）
- 1982年 - オットー・バイエル（英語版）、工業化学者、ポリウレタン合成法発見者（* 1902年）
- 1983年 - 長浜藤夫、俳優（* 1910年）
- 1985年 - ヘレーネ・エンゲルマン、フィギュアスケート選手（* 1898年）
- 1987年 - ポーラ・ネグリ、女優（* 1897年）
- 1987年 - 芳賀良一、動物学者（* 1927年）
- 1988年 - レオポルド・ミュラー、建設地質学者（* 1908年）
- 1988年 - 吉本伊信、浄土真宗木辺派僧侶、内観療法創始者（* 1916年）
- 1988年 - 山本素石、釣り研究者、エッセイスト、宗教家（* 1919年）
- 1989年 - 松井潤子、女優（* 1906年）
- 1989年 - ジョン・オグドン、ピアニスト（* 1937年）
- 1990年 - ノルベルト・エリアス、社会学者、哲学者、詩人（* 1897年）
- 1990年 - グレアム・ヤング、連続殺人犯（* 1947年）
- 1993年 - クレア・デュ・ブレイ、女優（* 1892年）
- 1994年 - 二見忠男、俳優、声優（* 1931年）
- 1995年 - マルタ・ゲネンゲル、競泳選手（* 1911年）
- 1995年 - 若菜珪、画家、イラストレーター（* 1921年）
- 1996年 - タデウシュ・ライヒスタイン、化学者、ノーベル生理学・医学賞受賞者（* 1897年）
- 1996年 - モハメッド・ファッラ・アイディード、政治家、ソマリア大統領（* 1934年）

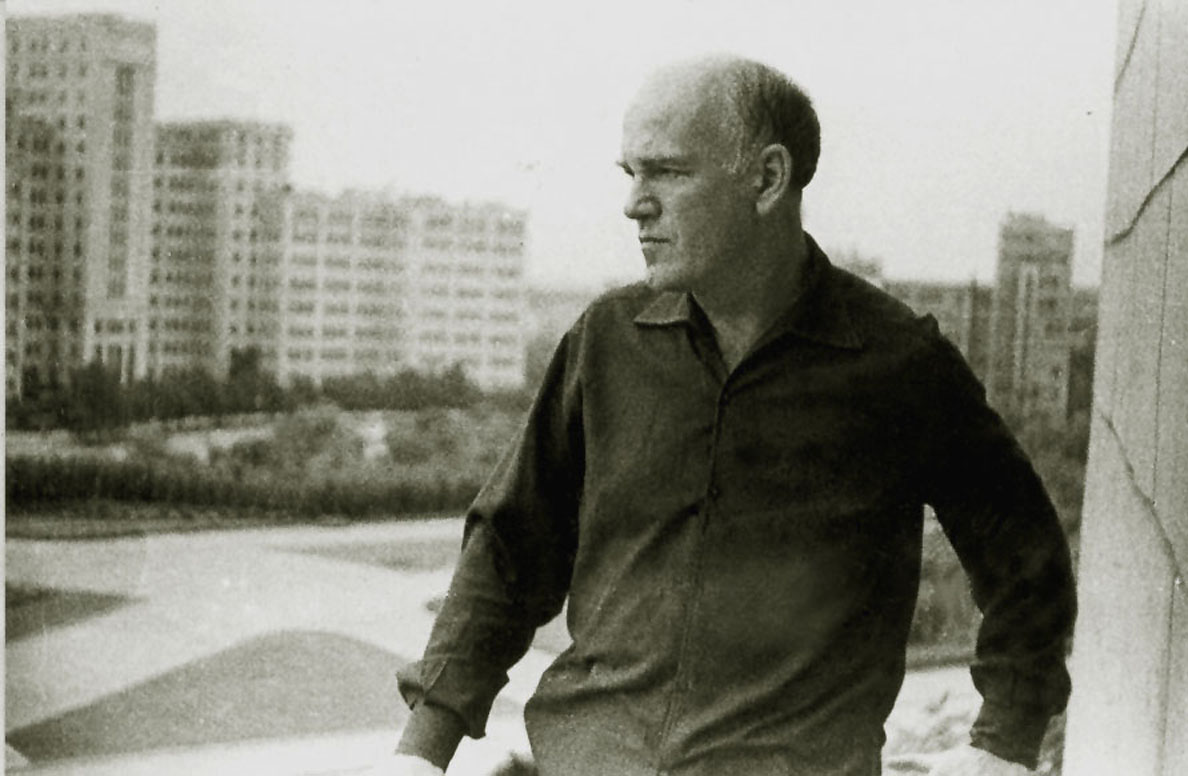
ピアニストスヴャトスラフ・リヒテル(1915-1997)没。20世紀後半を代表するロシアの巨匠。

- 1997年 - スヴャトスラフ・リヒテル、ピアニスト（* 1915年）
- 1997年 - 永山則夫、作家、永山則夫事件加害者（* 1949年）
- 1998年 - 渡瀬憲明、政治家（* 1925年）
- 1998年 - エヴァ・バルトーク、女優（* 1927年）
- 2002年 - 日高真也、脚本家（* 1921年）
- 2002年 - 日高澄子、女優（* 1923年）
- 2002年 - テオ・ブルース、陸上競技選手（* 1923年）
- 2002年 - 伊藤義博、東北福祉大学助教授、アマチュア野球指導者（* 1945年）
- 2003年 - 本間一夫、日本点字図書館創立者（* 1915年）
- 2003年 - ギー・ティス、サッカー選手、サッカー指導者（* 1922年）
- 2003年 - マリー・トランティニャン、女優（* 1962年）
- 2004年 - フィリップ・アベルソン、物理学者（* 1913年）
- 2004年 - 佐藤保、政治家、元愛知県豊田市長（* 1913年）
- 2004年 - 三上晃、日本相対磁波研究所所長（* 1921年）
- 2005年 - ファハド・ビン＝アブドゥルアズィーズ、第5代サウジアラビア王（* 1922年）
- 2005年 - 永岡洋治、衆議院議員（* 1950年）
- 2007年 - 芥川瑠璃子、作家、詩人（* 1916年）
- 2007年 - 阿久悠、作家、作詞家（* 1937年）
- 2008年 - ハルキシャン・シン・スルジート、政治家（* 1916年）
- 2008年 - ポーリン・ベインズ、イラストレーター（* 1922年）
- 2009年 - 橋元四郎平、裁判官、弁護士、元最高裁判所判事（* 1923年）
- 2009年 - コラソン・アキノ、政治家、フィリピン大統領（* 1933年）
- 2010年 - ロリータ・レブロン、独立運動家（* 1920年）
- 2011年 - 西岡秀雄、人文地理学者、慶應義塾大学名誉教授、日本トイレ協会名誉会長（* 1913年）
- 2011年 - 奥野良臣、ウイルス学者、大阪大学名誉教授（* 1915年）
- 2012年 - 津島恵子、女優（* 1926年）
- 2012年 - 駒田桂二、元プロ野球選手（* 1926年）
- 2012年 - 若松美黄、舞踏家（* 1934年）
- 2013年 - 西村清次、経営者、元京都中央信用金庫理事長、元立命館理事長（* 1915年）
- 2015年 - 玉城栄一、政治家（* 1934年）
- 2015年 - シラ・ブラック、歌手（* 1943年）
- 2016年 - 高橋国雄、政治家、元市川市長（* 1920年）
- 2017年 - イアン・グレアム、考古学者、マヤ文字碑文研究者（* 1923年）
- 2017年 - 城崎進、神学者、元関西学院大学学長（* 1924年）
- 2017年 - 西村昭五郎、映画監督（* 1930年）
- 2017年 - パトリック・トーマス、指揮者（* 1932年）
- 2018年 - 森岡孝二、経済学者、関西大学名誉教授（* 1944年）
- 2019年 - 大給湛子、元皇族（* 1919年）
- 2019年 - 三辺信夫、経済学者、大阪市立大学名誉教授（* 1931年）
- 2019年 - 高須司登、実業家、元中国電力社長（* 1932年）
- 2019年 - 三迫仁志、元プロボクサー、ボクシングトレーナー、プロモーター（* 1934年）
- 2019年 - 鎌田実、元プロ野球選手（* 1939年）
- 2019年 - ハーリー・レイス、プロレスラー（* 1943年）
- 2020年 - ウィルフォード・ブリムリー、俳優（* 1934年）
- 2020年 - 花輪洋治[22]、舞踊家（* 1942年）
- 2021年 - 中井千之[23]、ドイツ文学者、上智大学名誉教授（* 1929年）
- 2021年 - 須田正己、アニメーター、キャラクターデザイナー（* 1943年）
- 2021年 - 山本剛、ゲームデザイナー、小説家（* 1969年）
- 2022年 - 市田ひろみ、女優、服飾評論家（* 1932年）
- 2022年 - 大竹宏、俳優、声優（* 1932年）
- 2022年 - 大津学[24]、実業家、元リズム時計工業（現リズム）社長（* 1932年?）
- 2022年 - 福島章、犯罪心理学者、上智大学名誉教授（* 1936年）
- 2022年 - 宮地正直[25]、実業家、電算システムホールディングス会長（* 1940年）
- 2022年 - ウーゴ・フェルナンデス、元サッカー選手、監督（* 1945年）
- 2022年 - 川岸令和、法学者、早稲田大学教授（* 1962年）
- 2023年 - 青木賢児、テレビプロデューサー、元日本放送協会、NHK交響楽団理事長（* 1932年）
- 2023年 - 土肥孝治、弁護士、元検事総長（* 1933年）
- 2023年 - コナン・ベディエ、政治家、第2代コートジボワール大統領（* 1934年）
- 2023年 - ウィリアムソン・マーレー、歴史学者（* 1941年）
- 2023年 - 藤田陽三、政治家、元筑紫野市長（* 1942年）
- 2024年 - 四打目桂米丸、落語家（* 1925年）
- 2024年 - レオナード・ヘイフリック、生物学者、解剖学者、老年学者（* 1928年）
- 2024年 - 村上英三、実業家、元川崎汽船社長（* 1953年）
- 2024年 - クレイグ・シェイクスピア、サッカー選手、指導者（* 1963年）
- 2025年 - 絹谷幸二、洋画家（* 1943年）
- 2025年 - 関根明子、声優、女優、ナレーター（* 1959年）

## 記念日・年中行事

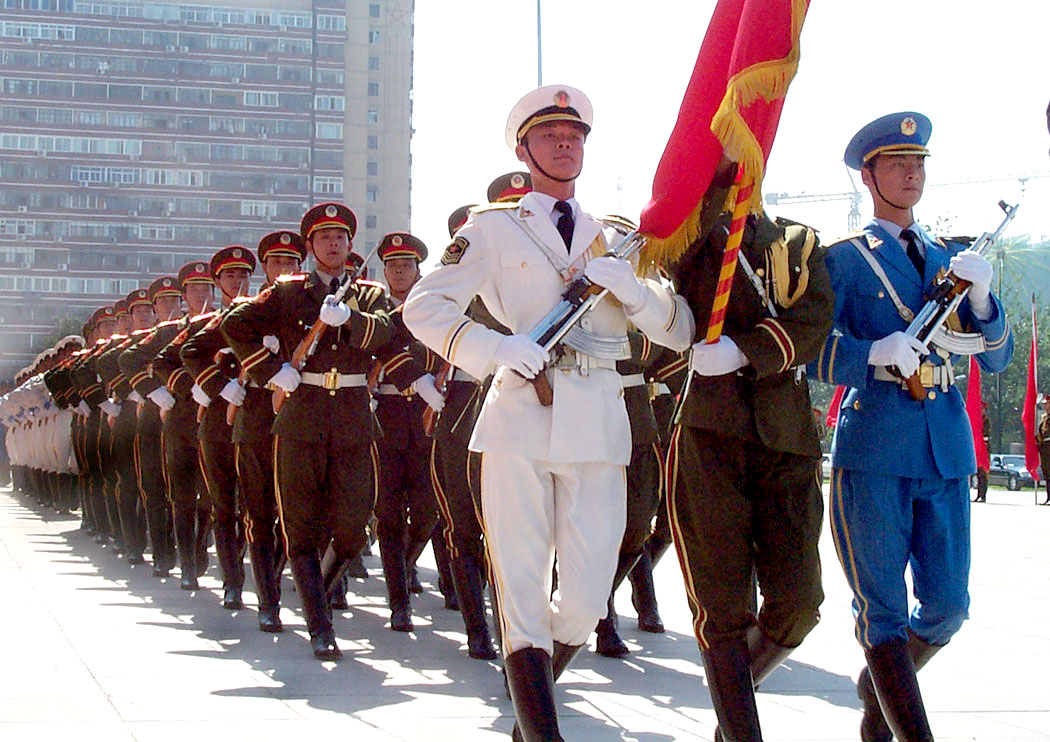
中国人民解放軍建軍記念日（八一建軍節）

- 世界母乳の日（ 世界）
世界保健機関（WHO）と国際連合児童基金（ユニセフ）の援助の元に世界母乳育児行動連盟（WABA）が1992年に制定。
- 連邦記念日、建国記念日（ スイス）
1291年のこの日、ウーリ・シュヴィーツ・ウンターヴァルデンの3州がハプスブルク家に反抗して盟約者同盟結成を宣言したことに由来。
- 建国記念日（ ベナン）
1960年のこの日、ダホメがフランスから独立。1975年にベナンに改称。
- 八一建軍節（ 中華人民共和国）
1927年の南昌起義を記念する日で、人民解放軍関係者のみ休み。1933年の制定当時は中国工農紅軍紀念日と称した。
- 原住民族正名紀念日（ 中華民国）
1994年に台湾政府が「山胞」という呼び方を「原住民族」と改め、地位向上に考慮したことの記念日。
- 八朔（ 日本）
初穂などを恩人に贈る日。本来は旧暦の8月1日のことであるが、改暦以降は新暦8月1日もしくは月遅れの9月1日に行われるようになった。なお、この日を表す「八月朔日（八月一日/八朔日）」と書いて「ほずみ」と読む苗字が存在する。その由来は、旧暦8月1日頃に早稲（わせ）の穂の刈取りが行われ、稲穂を積む（摘む）ことからとされる。
- 水の日（ 日本）
国土庁が1977年に制定。一年で最も水の利用が多くなるこの時期に、国民ひとりひとりが水の有限性、水の貴重さを理解し、併せてダム等の水資源開発の必要性を啓蒙するために制定されている。（国連水の日は3月22日）
  - 洗濯機の日（ 日本）
JEMA（日本電機工業会）が制定。上記「水の日」に合わせて定められた[26]。
- 花火の日（ 日本）
第二次世界大戦後、花火が解禁された1948年8月1日と、東京の花火問屋で大規模な爆発事故があった1955年8月1日と、世界一とも言われる花火大会、教祖祭PL花火芸術の開催日（毎年8月1日）を記念して制定された[27]。
- 旧観光の日（ 日本、1966年 - 2008年）
1965年5月の閣議で制定。その年の7月が国連の定めた「観光の月」だったことから7月7日からの一週間を観光週間としたが、翌年から、観光客が多い8月の1日から7日を観光週間とし、その1日目である8月1日を観光の日とした。2008年に観光庁が発足したことなどから、2009年からは観光施策の推進は年間を通じて行うとして観光週間・観光の日は廃止された[28]。
  - 沖縄観光の日（ 日本）
沖縄県が沖縄県観光振興条例（1979年）に基づき独自に定めた「観光の日」[29]。
- 愛知発明の日（ 日本）
愛知県と発明協会愛知県支部が2004年に制定。1897年のこの日、豊田佐吉が日本初の動力織機である木鉄混製動力織機の特許を取得したことを記念[5]。
- バイキングの日（ 日本）
1958年のこの日、帝国ホテルに、北欧の食べ放題料理「スモーガスボード」をモデルとしたレストラン「インペリアルバイキング」がオープンし、ここから、日本では食べ放題のことを「バイキング」と呼ぶようになった。このことを記念して帝国ホテルが2008年に制定[30]。
- 麻雀の日（ 日本）
全国の麻雀店経営者で組織された全国麻雀業組合総連合会が制定。日付は麻雀牌の「は(8)い(1)」の語呂合わせから[31]。
- 肺の日（ 日本）
日本呼吸器学会が1999年に制定。日付は「は(8)い(1)」の語呂合わせから[32]。
- パインの日（ 日本）
沖縄県パイン・果樹生産振興対策協議会が1990年に制定[33]。日付は「パ(8)イ(1)ン」の語呂合わせに加え、パインの生産最盛期である8月を同協議会は「パイン消費拡大月間」としていたため、8月のスタートという意味合いもある[34]。
- 「歯が命」の日（ 日本）
練り歯磨き粉「アパガード」のキャッチコピーにちなみ、サンギが2015年に制定。日付は「歯(8)が命(1)」の語呂合わせから[35]。
- 盛岡さんさ踊り（ 日本 岩手県盛岡市、 - 4日）
- 弘前ねぷた（ 日本 青森県弘前市、 - 7日）